# スロヴァキア料理
スロヴァキア料理（slovenská kuchyňa スロヴェンスカー・クヒニャ、Slovak cuisine）は、スロヴァキアの料理である。主な食材は豚肉・家禽（かきん）・小麦粉・キャベツ・乳製品であり、歴史的な背景からも、ハンガリー料理、チェコ料理、オーストリア料理との共通点が多く、東部スロヴァキアにおいてはウクライナとポーランドからの影響がみられる。最もよく使用されるスパイスは、パプリカ、ニンニク、マジョラム。特に典型的スロヴァキア料理といわれるものの多くはタトラ山脈の麓である北東地域からの料理であり、貧困と食材の希少性の時代に森や山に隣接する寒冷の内陸地において希少の食料から栄養価の高い食事とスープを作る工夫がされたものである。

## 主食
主にパン・じゃがいも(Zemiaky)であるが、パスタ類(Cestoviny)や米(Ryža)もよく食される。

### パンの種類
多様な形・大きさ・材料・原料のパンがあるが、おおまかに食事のためのフリエブ（Chlieb）、ペチボ（Pečivo）、ロジョク（Rožok）と甘いパンであるコラーチ(Kolač)へ分類できる。
ヴィアノチカ(Vianočka）クリスマスに食べる干し葡萄入りの甘いパン。クリスマス以外の時期でも買える。

### じゃがいもの調理法
茹でる、焼く、揚げるの他に、ゼミアコバー・カシャ（Zemiaková kaša）マッシュポテト、コロケッタ（コロッケ）としても食す。

### クヌーデル
たっぷりソースの料理によく添えられるクヌーデル（knedle）には、じゃがいも・小麦粉、小麦粉・パン、小麦粉・パン・羊乳チーズ、小麦粉から作られたもの、と色々なバラエティがある（殆どの生地には卵が入る）。
小麦粉だけで作られたものは、蒸しパンそのものでふわふわ。じゃがいもが加えられたものは、非常にモチモチしていて食べごたえがある。
料理のつけ合わせだけでなく、単品で食べる果物や燻製肉などを中に入れたクヌードリキー（knedlíky）も非常に美味である。

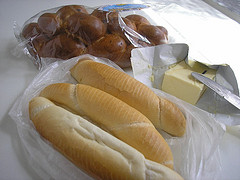
Vianočka ヴィアノチカ（奥）と Rožok ロジョク（手前）
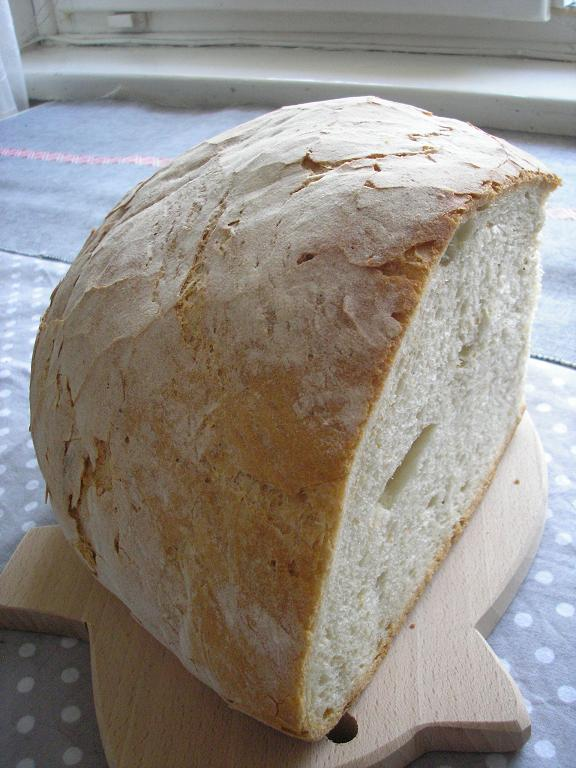
Chlieb フリエブ（写真はじゃがいも入り）
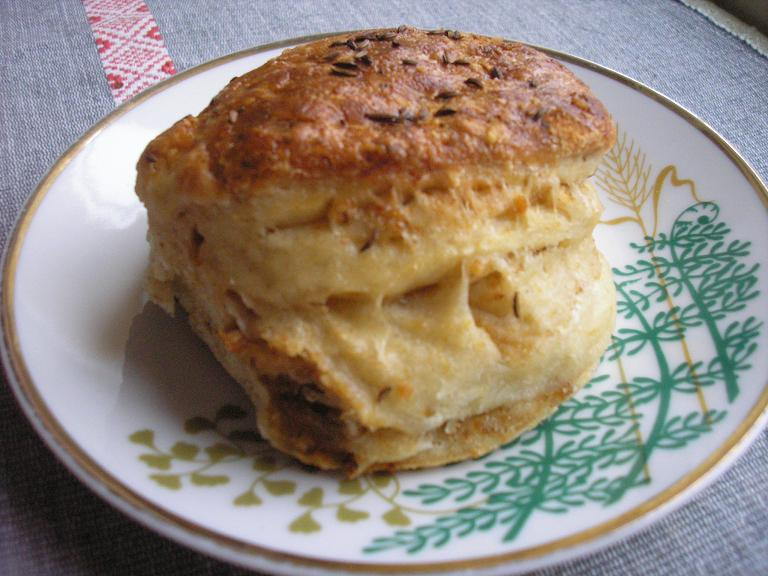
Pagáč パガーチェ
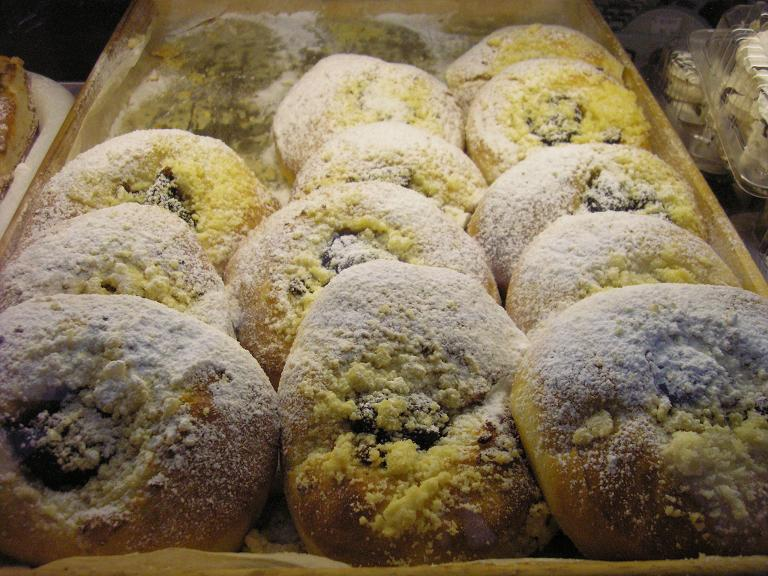
モラヴスキーコラーチ

## 代表的な料理

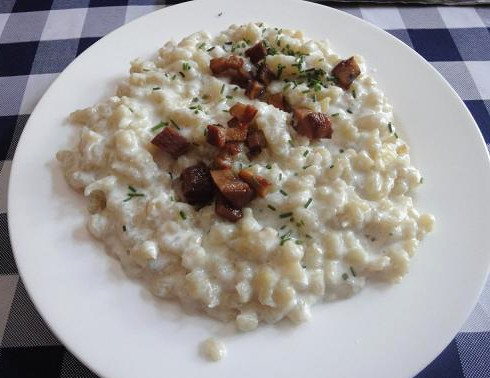
Bryndzové halušky ブリンゾベー・ハルシュキー

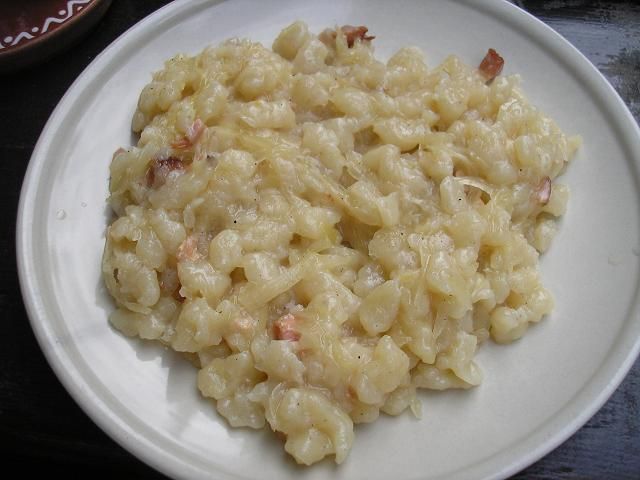
Strapačkyストラパチキ

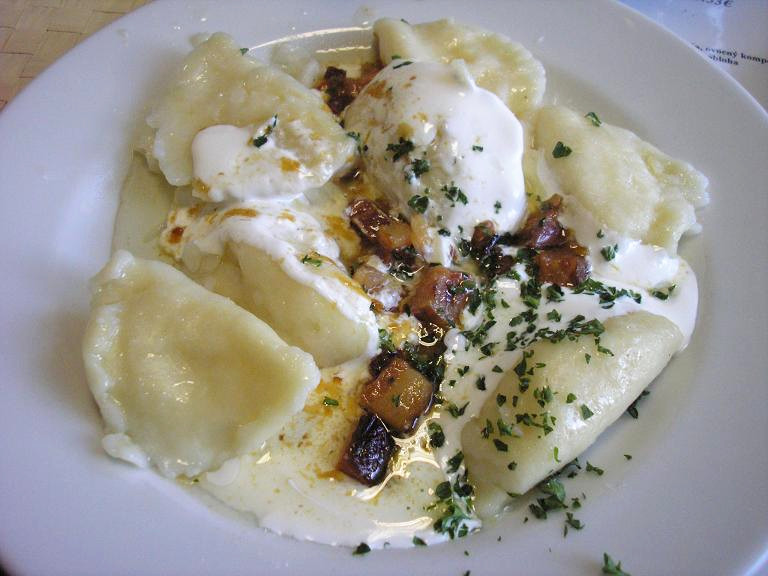
Bryndzové pirohy ブリンゾベー・ピロヒ

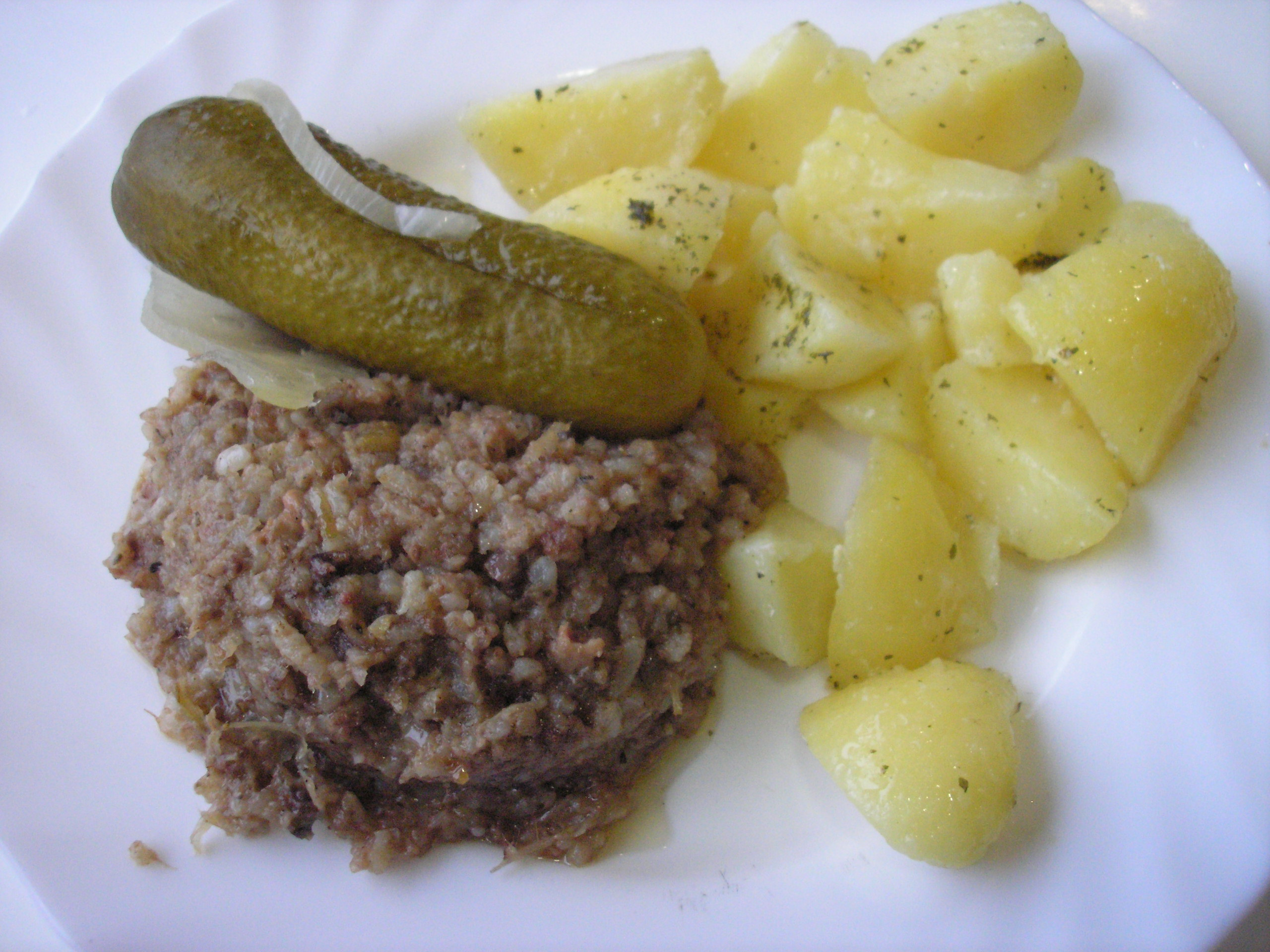
Zabíjačková kaša ザビヤチコヴァー・カシャ

- ブリンゾベー・ハルシュキ(Bryndzové halušky)

すり下ろしたジャガイモと小麦粉をゆでて作ったダンプリングと牛乳で溶いた羊乳のチーズソースを絡めたもの。カリカリに焼いたベーコンをのせて食べることもある。
- ストラパチキ（Strapačky）

すり下ろしたジャガイモと小麦粉をゆでて作ったダンプリング、キスラー・カプスタ（醗酵キャベツ）、ベーコンを合わせて炒めたもの。
- ブリンゾベー・ピロヒ（Bryndzové pirohy[リンク切れ]）

ジャガイモと小麦粉で作った皮へマッシュポテトを詰め餃子型へ形成。羊乳のチーズソースをからめた（またはマッシュポテトにブリンザを混ぜ込み、餃子型へ形成。サワークリームを絡めた）料理。
- グラーシュ(Guláš)

豚・牛肉などを玉ねぎ、パプリカ等の香辛料等で煮込んだ料理。クヌーデル（Knedle）蒸しパンと一緒に食す。
- ゼミアコベー・プラツキ（Zemiakové placky）

すり下ろしたジャガイモと小麦粉へ味付けをして薄く伸ばし、油で揚げたまたは焼いたもの。
- ロクシェ（スロバキア語版）（Lokše）

すり下ろしたジャガイモと小麦粉を薄くのばして焼いたものへ、塩辛いフィリング（ガチョウの脂肪、ニンニク、レバーペーストなど）や甘いフィリング（ケシの実、胡桃と粉砂糖を混ぜたものなど）を巻いて食べる。お祭りの屋台にはかかせない。
- ヴィプラジャニー・シィル（Vyprážaný syr）

チーズ・フライ。
- ヴィプラジャニー・カルフィオル （Vyprážaný karfiol）

カリフラワー・フライ。
- ヴィプラジャネー・シャンピオニ（Vyprazane sampiony）

マッシュルーム・フライ。
- パラチンキ（Palacinky）

クレープ。トッピング次第で甘いもの、塩辛いもの両方が食べられる。
- ブラウチョベー・レゼニュ（Bravčový rezeň）

豚のカツレツ。
- タルホニャ（Tarhoňa）

粒パスタ。肉を使ったソースの多い料理へ付け合せる。
- グラナディエルスキー・ポホド（Granadiersky pochod）

茹でたじゃがいも（細かく潰す）をパプリカ、玉ねぎ、ショートパスタ、ベーコン等で和えて味付けしたもの。
- コロジュヴァルスカ・カプゥスタ（Koložvárska kapusta）

下準備した米・豚挽き肉・酢キャベツ・玉ねぎ等をニンニク・塩・パプリカ等で味付けし、サワークリームをかけてラザニアのように焼いたもの。
- ジヴァンスカ（živánska）

じゃがいも、玉ねぎ、豚肉、クロバッサ、スラニナ（ベーコン）をパプリカ等で味付けしアルミホイルで包んで焼いたもの。
- スヴィエチコヴァー・ナ・スモタニェ（Sviečková na smotane）

蒸した牛肉を薄切りにして、生クリームベースのソースをかけたもの。通常 knedle クヌーデルを添える。

## スープ
スロヴァキアでは食事の最初にスープを食べることが非常に多い。
- カプストニツァ（Kapustnica）

醗酵キャベツとクロバッサ、燻製肉、きのこ、玉ねぎ、パプリカ、ハーブ等で煮た酸味のあるスープ。サワークリームを添えて食べることも。主にクリスマスから新年の間に食される。クリスマス・イヴはパプリカの入っていない白いカプストニツァ、以降はパプリカ入りの赤いスープが伝統。
- ドゥルシュコバー・ポリエウカ（Držková polievka）

牛の胃腸を柔らかくなるまで煮込んだスパイシーなスープ。
- ツェスナコヴァー・ポリエウカ（Cesnaková polievka）

ニンニクのスープ。
- ショショヴィツォヴァー・ポリエウカ（Šošovicová polievka）

レンズマメのスープ。
- スレパチア・ポリエウカ（Slepačia polievka）

鶏肉のスープ。細い麺が入っている場合が多い。
- キスラー・フボヴァー・ポリエウカ（Kyslá hubová polievka）

醗酵キャベツときのこのスープ。
- ゼレニノヴァー・ポリエウカ （Zeleninová polievka）

野菜スープ。
- デミカート （Demikát）

ブリンザ、じゃがいも、パプリカ、ニンニク、生クリーム等の入ったスープ。

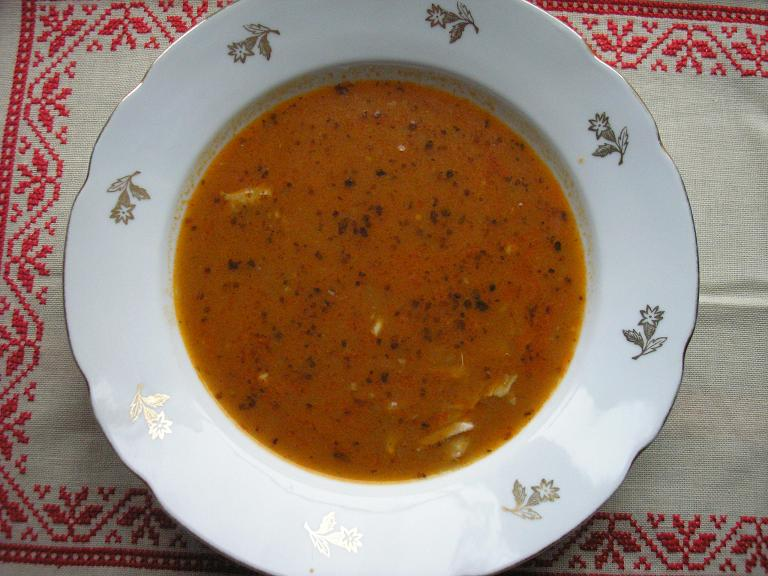
Držková polievka ドゥルシュコバー・ポリエウカ（牛胃腸のスープ）
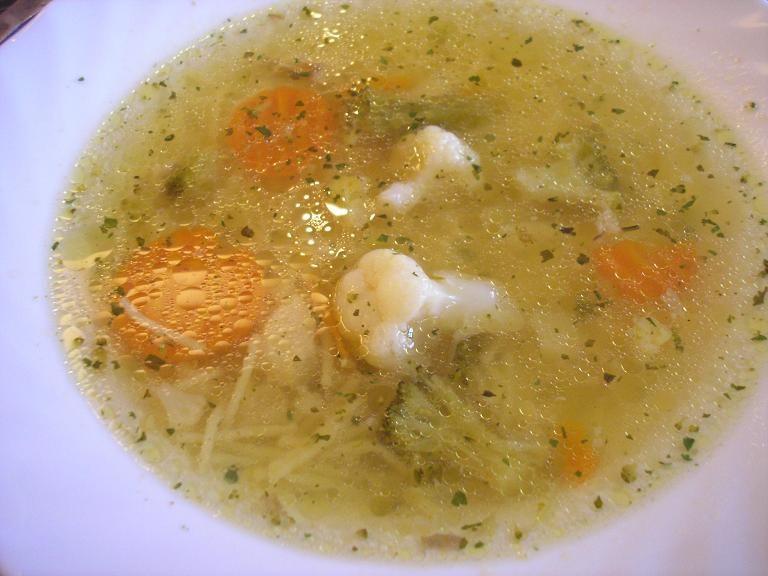
Zeleninová polievka ゼレニノヴァー・ポリエウカ（野菜スープ）
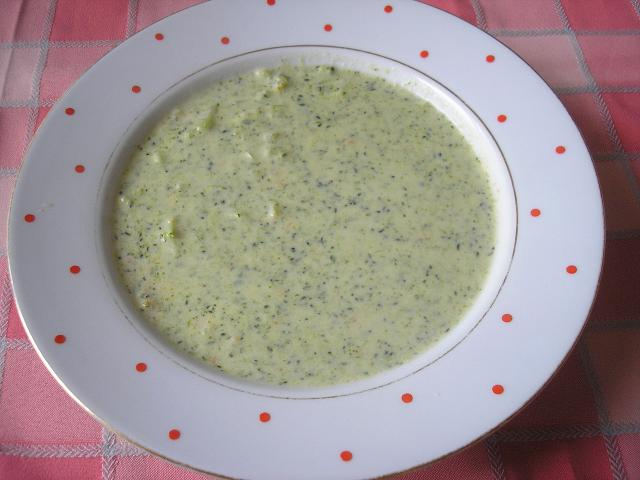
Krémová brokolicová polievka クレーモヴァー・ブロコリツォヴァー・ポリエウカ（ブロッコリーのクリームスープ）
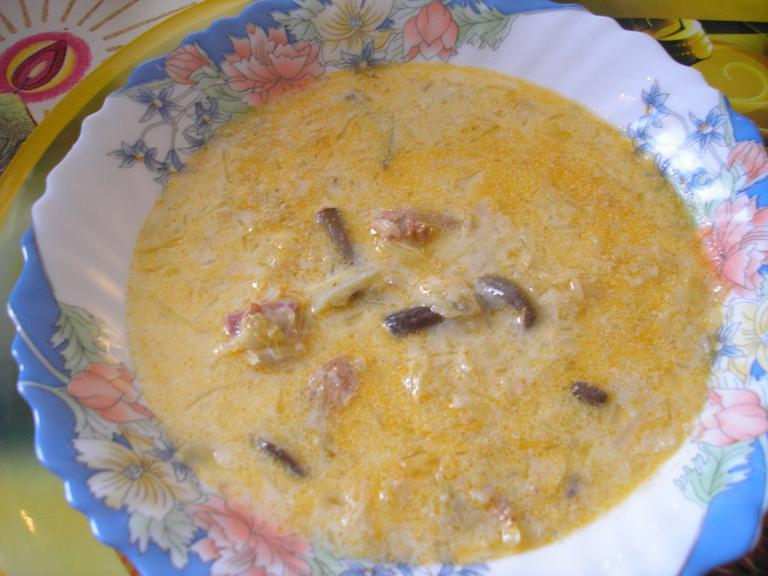
Kyslá hubová polievka キスラー・フボヴァー・ポリエウカ（酸っぱいきのこのスープ）
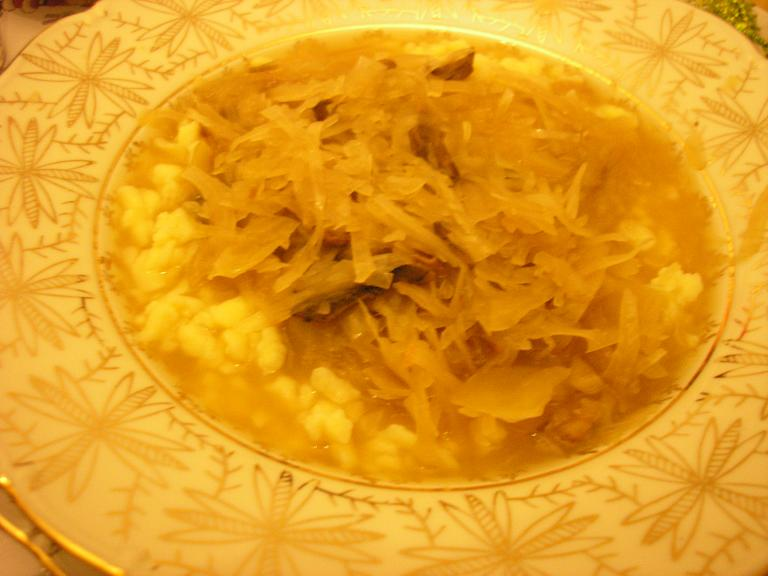
vianočná kapustnica ヴィアノチナー・カプストゥニツァ（クリスマスの酢キャベツスープ：東スロヴァキア風）
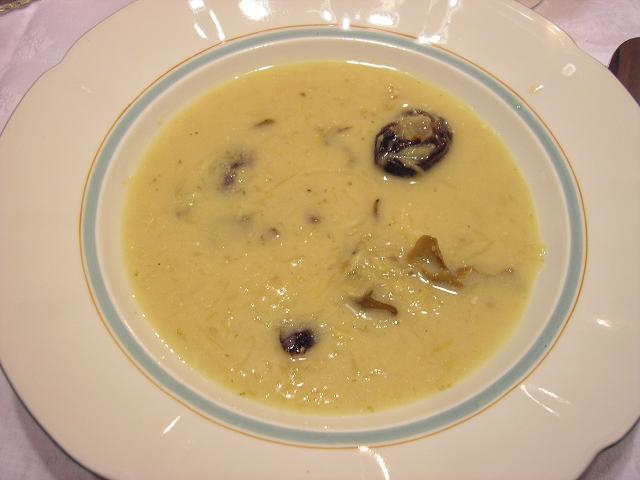
Vianočná kapustnica ヴィアノチナー・カプストゥニツァ（クリスマスの酢キャベツスープ：北スロヴァキア風）
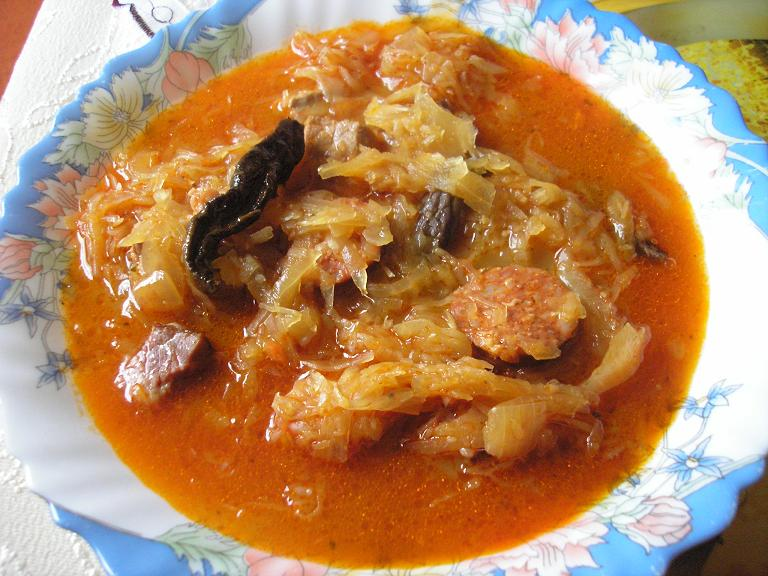
Silvestrovská kapustnica シルヴェストゥロヴスカー・カプトツゥニツァ。大晦日の酢キャベツスープ

## 魚
内陸のため、カポル（Kapor）鯉・プストゥルフ（Pstruh）マス等の川魚を食す。
鯉はクリスマスにかかせない定番料理であり、生け簀（いけす）を設けた魚屋やデパートで生きた鯉を買いに並ぶお客の列が見られる。

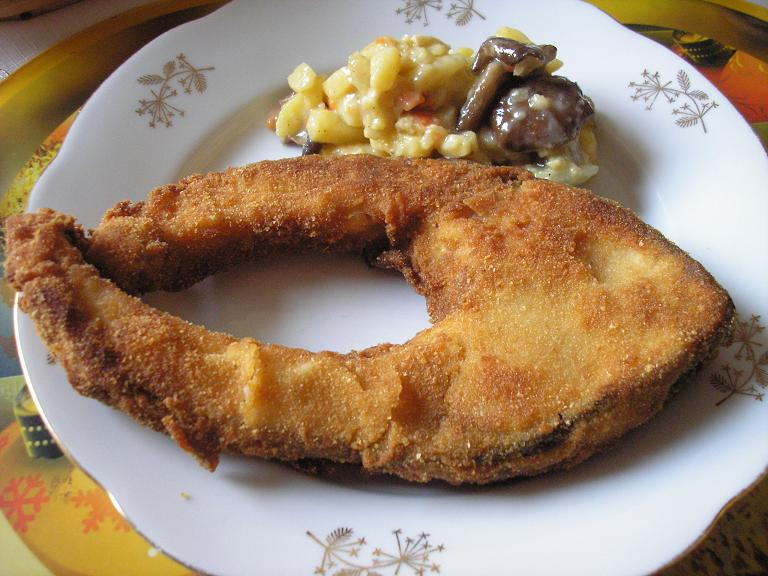
vianočný kapor クリスマスの鯉料理（鯉のフライ）

## 肉
主に豚・鶏肉・牛。他では、ダチョウ・アヒル・七面鳥・カモ・ウサギ・ヤギ 等。
9月〜12月は、ローストしたガチョウ（Husacia）、アヒル（Kačica）を、蒸したキャベツ(dusena kapusta)と赤ワインソース(omáčka z červeného vína)、クヌーデルと共に食し、レバーはロクシャ（じゃがいもと小麦粉で作ったクレープ）で巻いて食す。

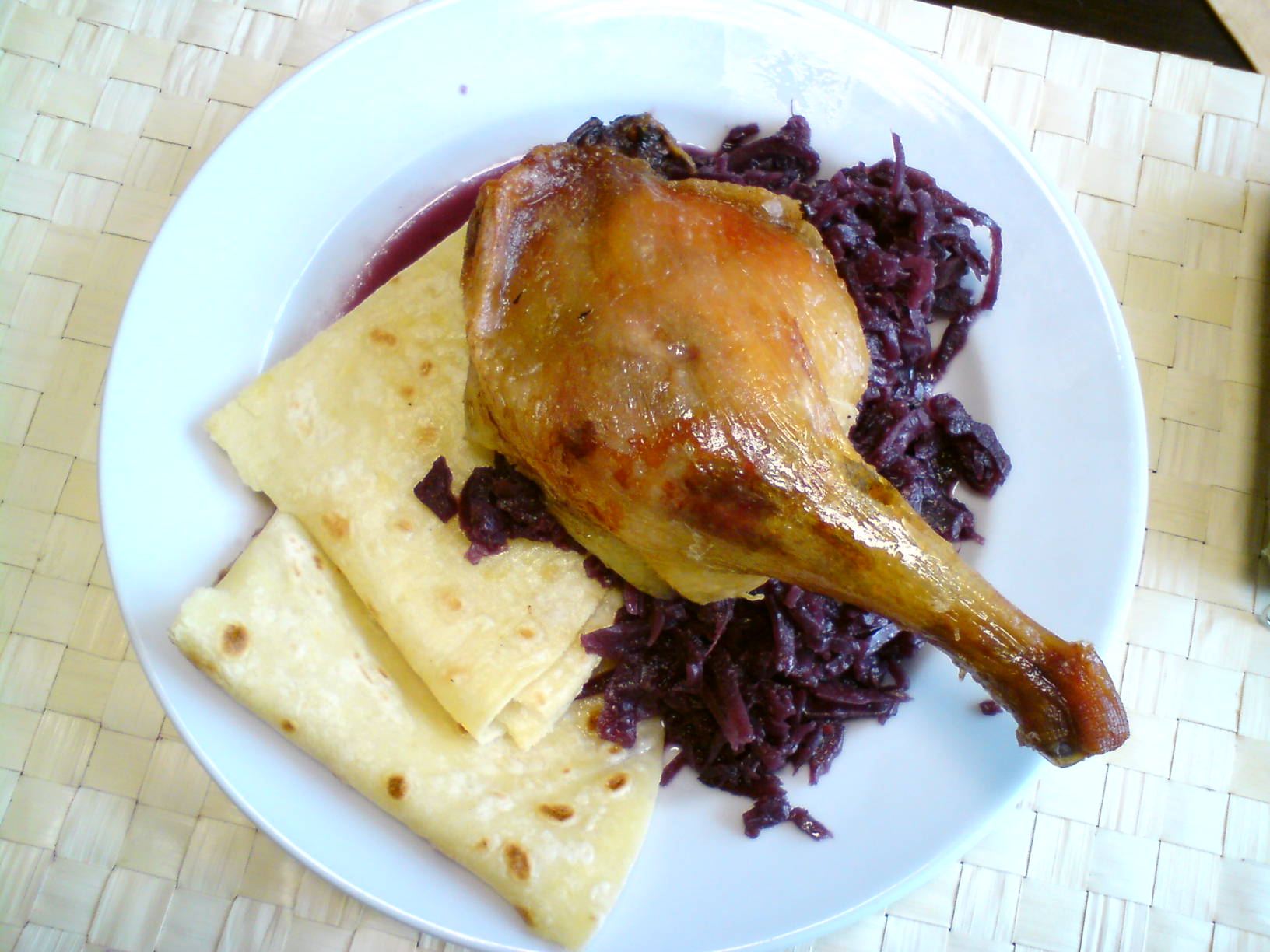
Kačica s dusenou kapustou アヒルのロースト蒸し紫キャベツ添え

## 肉製品
- クルヴァヴニチカ（Krvavnička）：豚の血で作ったソーセージ
- ヤチェルニツァ（Jaternica）：米と豚の血で作ったソーセージ
- ウジェネー・メソ（Údené mäso）：燻製肉
- スラニナ（Slanina）：ベーコン。日本のベーコンと比べ大分脂身の比率が多い。
- マスチ（Masť）：脂肪。ラード(bravčová masť)やガチョウの脂肪(Husacia masť)をパンやロクシャナなどに塗って食す。
- クロバーサ（Klobása）：パプリカがふんだんに入った燻製ソーセージ

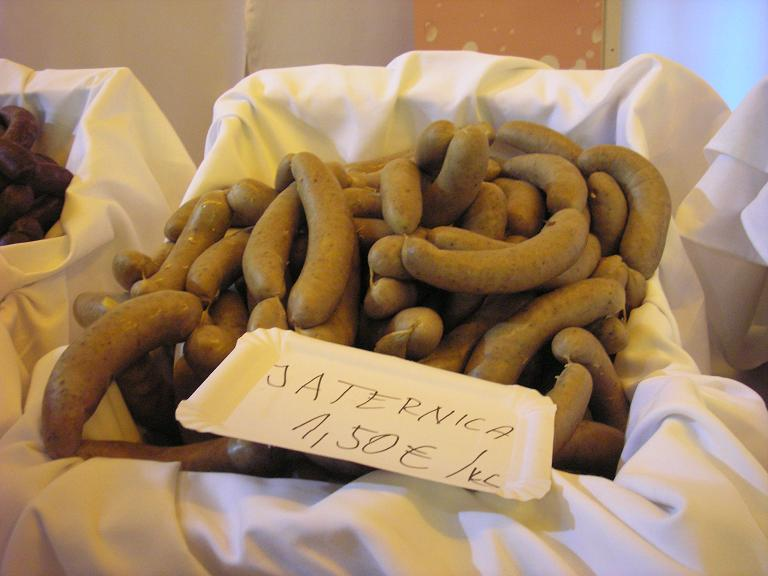
Jaternice ヤテルニツェ
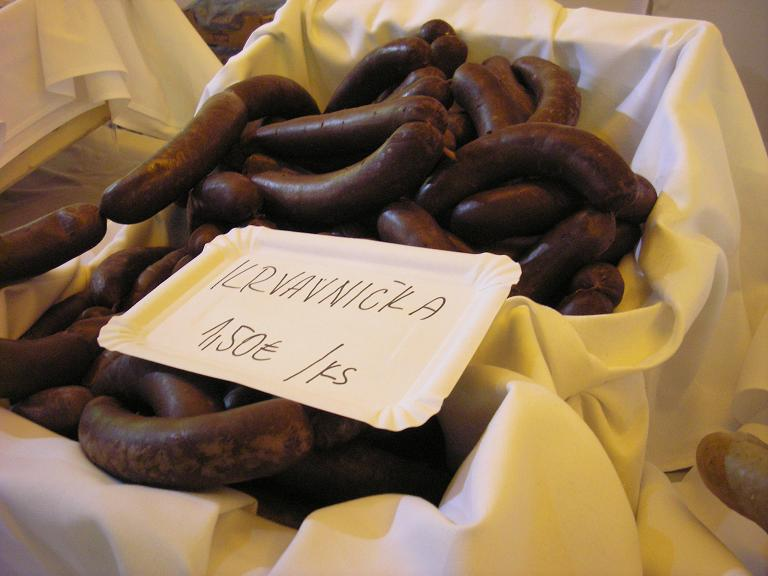
krvavničkaクルヴァヴニチカ
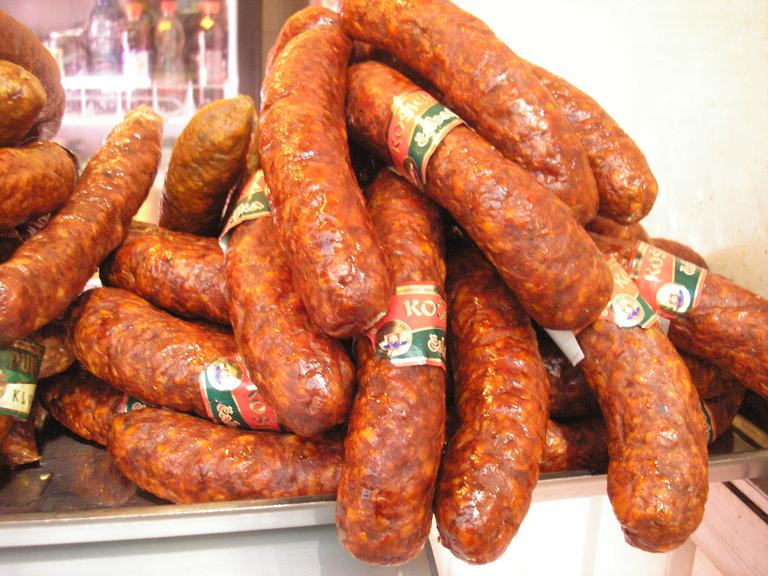
Klobása クロバーサ

## きのこ
春や秋の雨が多いシーズンにはきのこ狩りをして森の幸を楽しむ人が多い。とりわけドゥバーキ（Dubáky = Hríb Dubový(Dubákは略称)）というきのこは香り・味共すばらしく、人気が高い。卵と一緒に調理したスマジェニツァ・ズ・フリーボウ ア ヴァイェツ（Smaženica z hríbov a vajec）として食すか、乾燥保存してカプストニツァ（Kapustnica）等スープへ使用、酢とスパイスで味付けしてから瓶詰めにして食すのが一般的である。

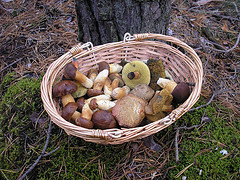
Dubáky ドゥバーキ　（ポルチーニ茸）
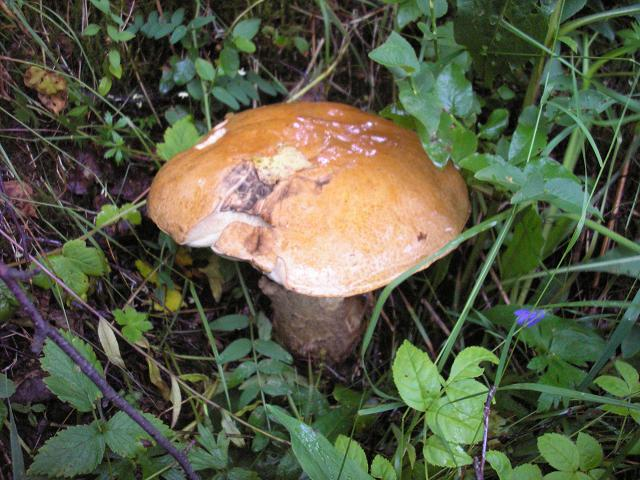
Kozák　コザーク

## 野菜
輸入野菜が増えていくなかでも、お店や市場で手に入る野菜のバラエティは季節によってかなり変化する。
特にアスパラガス、生のホウレンソウ、白カブ、行者ニンニクなどは旬の季節のみ手に入る。
一般的に大根やカブなどの根菜の葉を食す習慣がないため、お店ではあらかじめ切り落とされており、市場で購入の場合も何も言わなければ店主が重さを量り勘定を済ませたあとで切り落とす。
日常的に食されている野菜のなかには以下のように日本の食卓にはあまり馴染みのないものがいくつかある。
- フレン（スロバキア語版）（Chren）：西洋ワサビ。すり下ろしたものを肉料理などにつけて食す。
- ゼレル（Zeler）：セロリの根。スープに欠かせない。また、千切りにしたものを酢と砂糖で煮て瓶詰めの保存食にする。
- シュティプラヴァー・パプリカ（Štipľavá paprika）：普通のパプリカよりもピリッとする。
- パティゾーン（Patizón）：形はかぼちゃに似ているが、味はズッキーニに近い。フライにして食すのが一般的。
- コールラビ（Kalerábn）：カブのような見た目のキャベツの仲間。野菜スープに欠かせない。

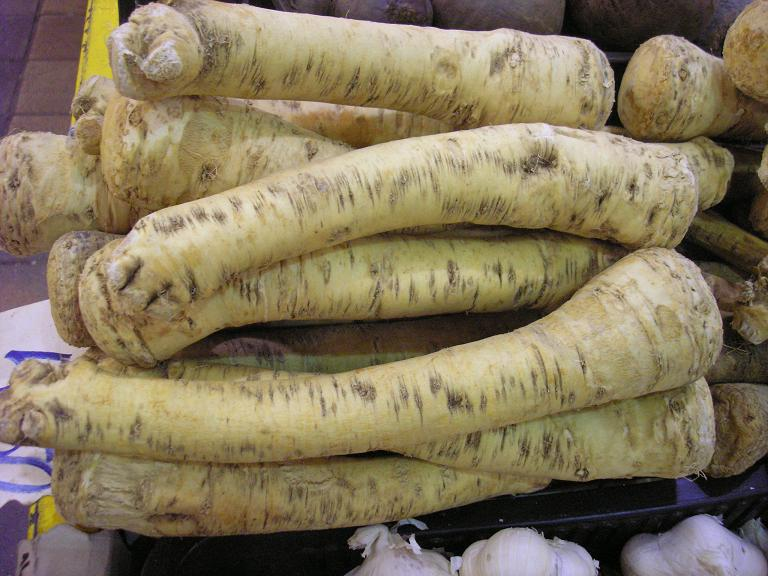
フレンChren西洋わさび
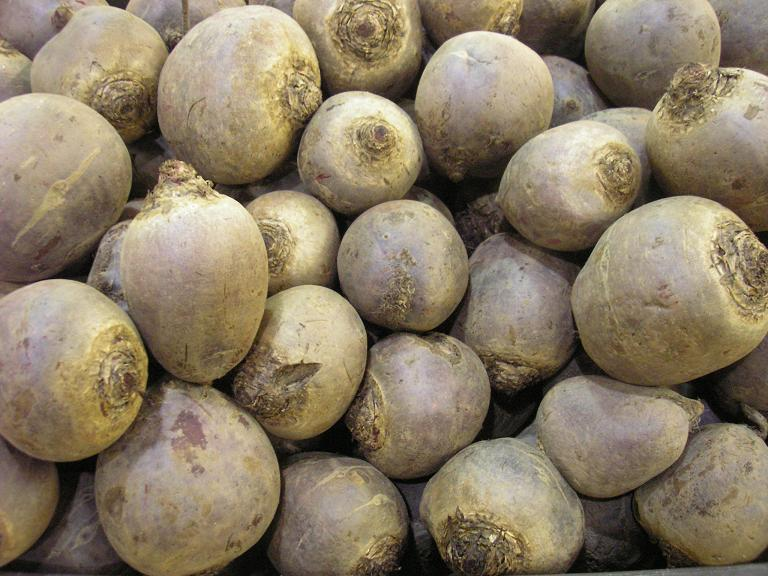
červená repa チェルヴェナー・レパ（赤カブ・赤ビーツ）
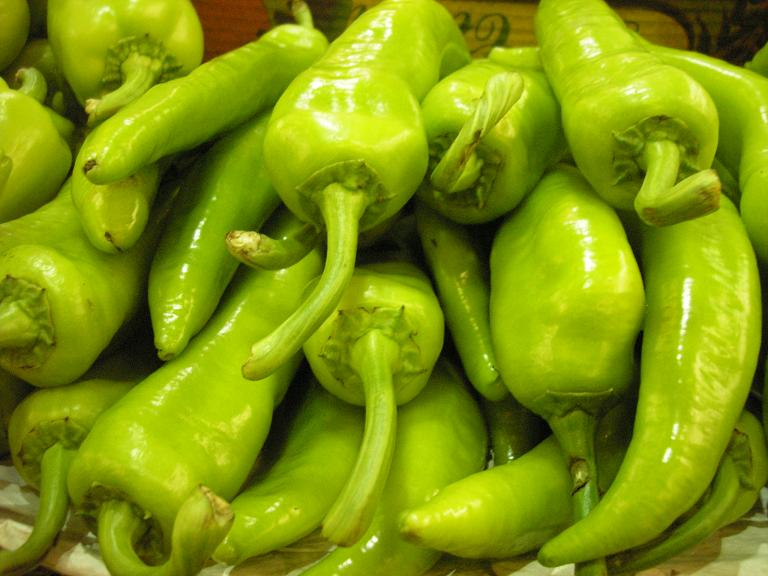
Štipľavá paprika シュティプラヴァー・パプリカ(辛いパプリカ)
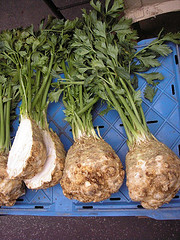
Zeler ゼレル(セロリの根)
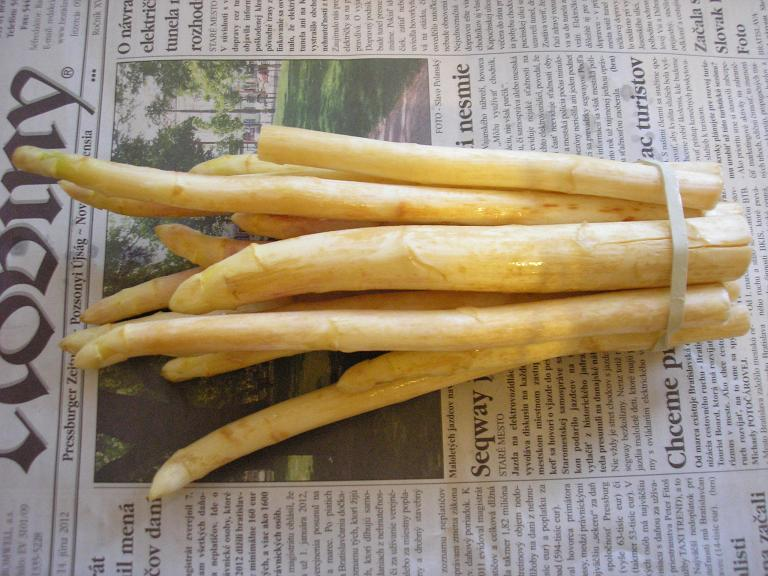
Špargľa シュパーグラ(アスパラガス)
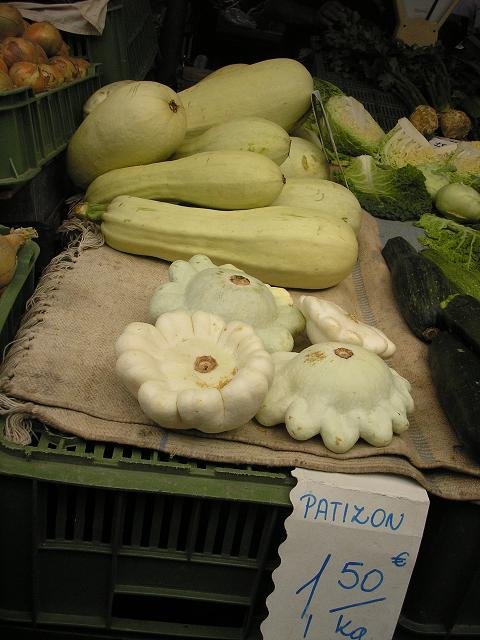
Tekvicaチェクヴィツァ(かぼちゃ）とPatizón パティゾーン（瓜科）
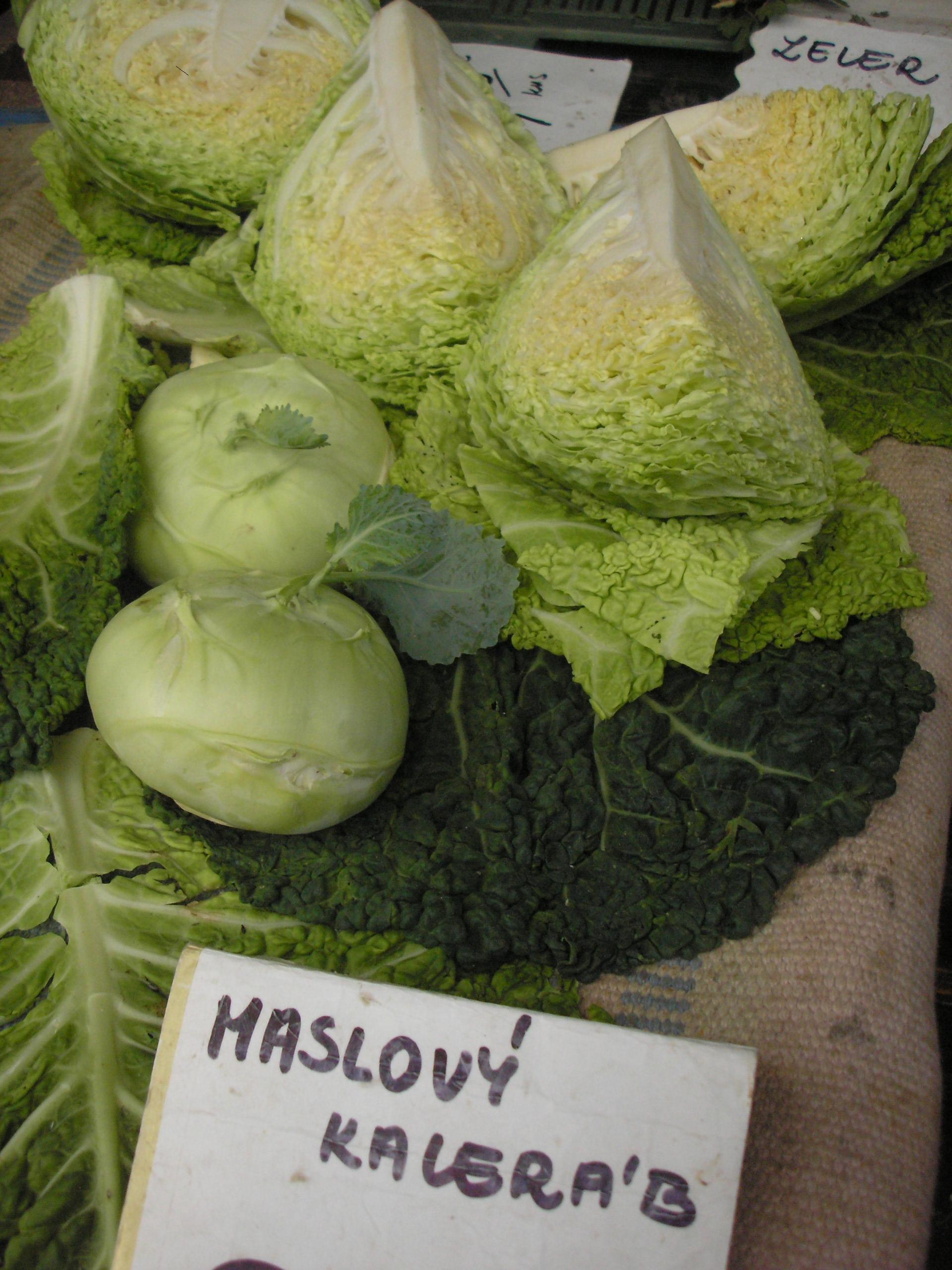
Kaleráb, Kel カレラブ、ケル（コールラビ　と　ケール）
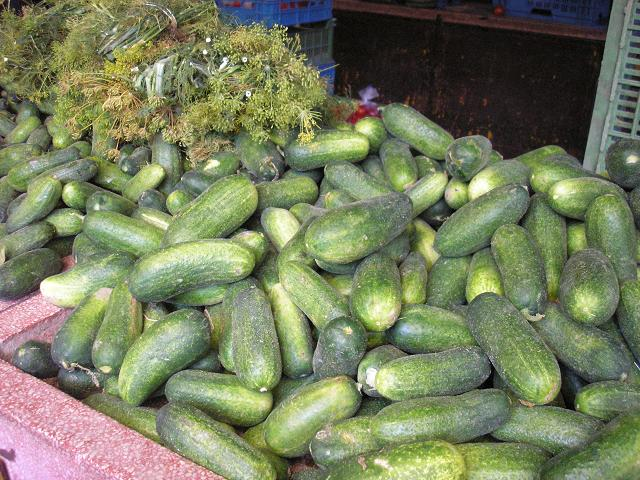
Uhorka,Kôpor ウホルカ、クォポル　（キュウリ　と　ディル）
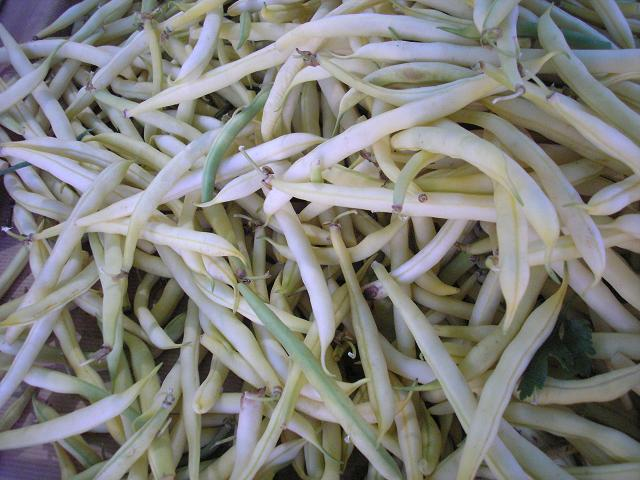
Fazuľa ファズラ（ 豆 ）

## 果物

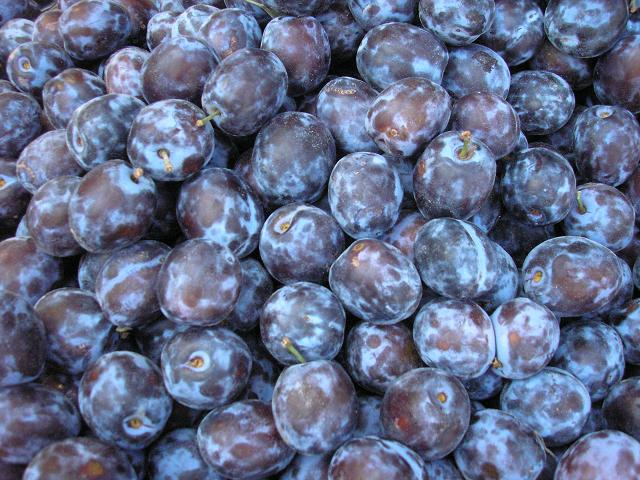
Slivka スリウカ （プラム）

- スリウカ（Slivka）：プラム。

さまざまな果物から作られる蒸留酒（Palenka）の中でもプラムを使ったスリヴォヴィツァ（Slivovica）は最もポピュラーである。
地方では、お酒を作るライセンスを持つ専門家へ依頼したり、各家庭で作ったスリヴォヴィツァを自宅で貯蔵しておき子供の結婚式などで招待客へ盛大に振舞う習慣もある。
- ヴィシュネ（Višne）：ワイルド・チェリー。

いくらかアクがあり、そのまま食すよりもジャムに使う場合が多い。
- エグレシュ（Egreš）：グースベリー

他、林檎・梨、カリン、枇杷、さくらんぼ、杏、桃、ネクタリン、すもも、スグリ、苺、ぶどう、いちじく、ラズベリー・ブラック・ベリー・ブルーベリー、など。収穫後1年を通して貯蓄される林檎や遠い海外からの輸入でまかなう（中欧で栽培できない）果物以外は、旬の時期のみ（一番多くの種類の果物がいちどに揃うのは6月〜7月）新鮮な果物を楽しむことができる。
それぞれの果物が旬の時期に、瓶詰めジャム（Džem）やコンポート（kompót）をつくり大量に貯蔵する家庭が多い。桃やさくらんぼのコンポートは肉料理の付け合せに添えられることも。

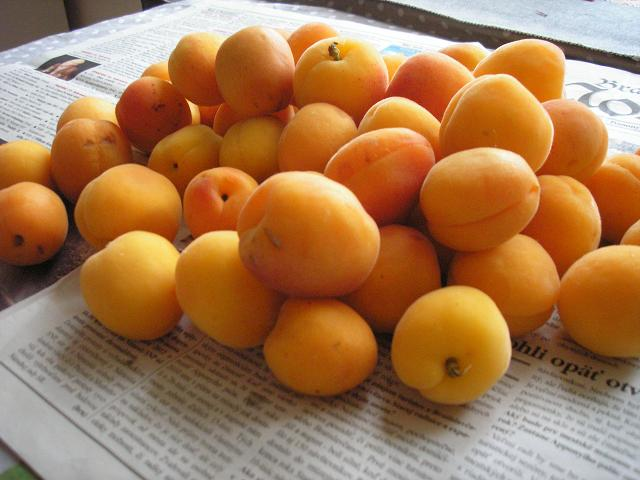
Marhuľa マルフラ( 杏 )
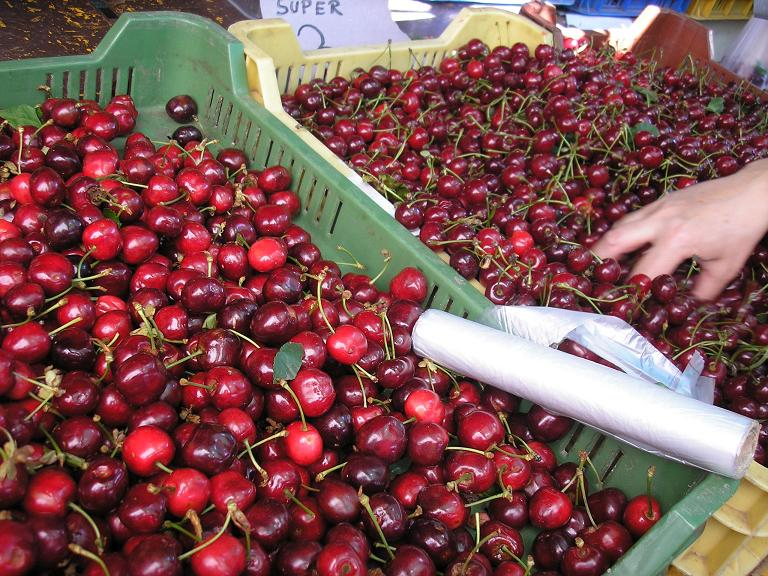
višne ヴィシュネ（ワイルド・チェリー）
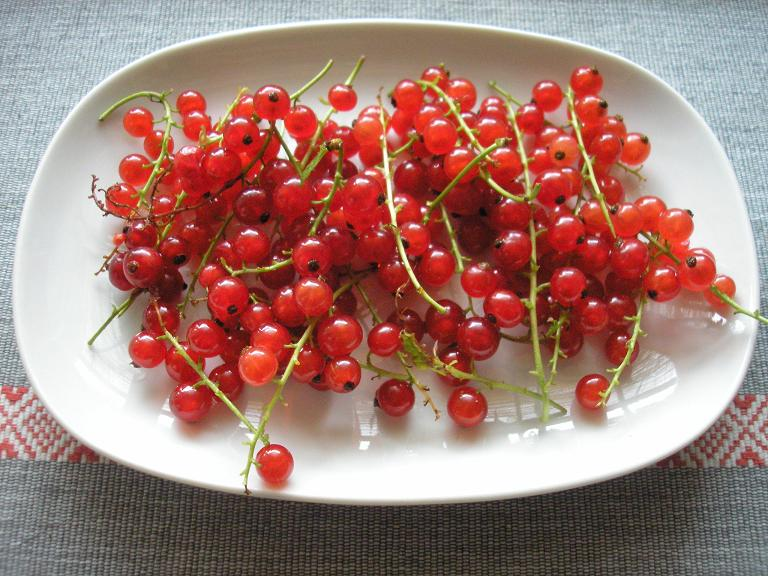
Ribezli リーベズリ（スグリ）
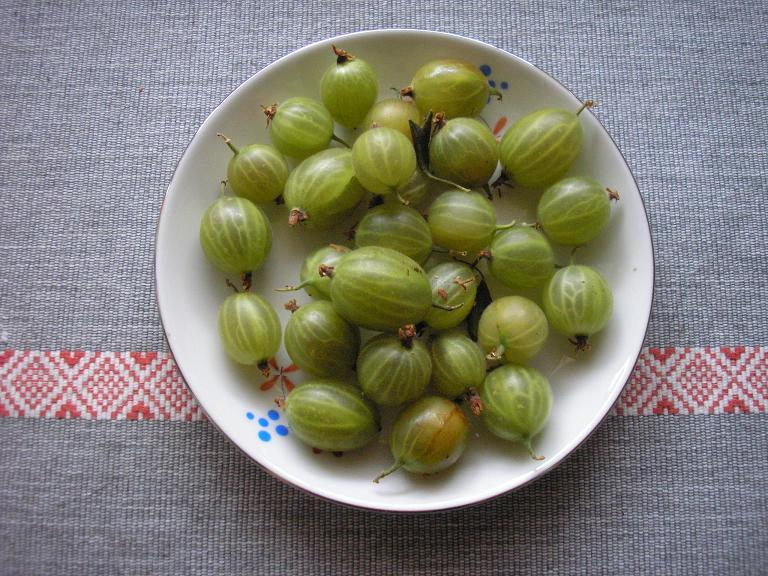
Egreš　エグレシュ（グースベリー）
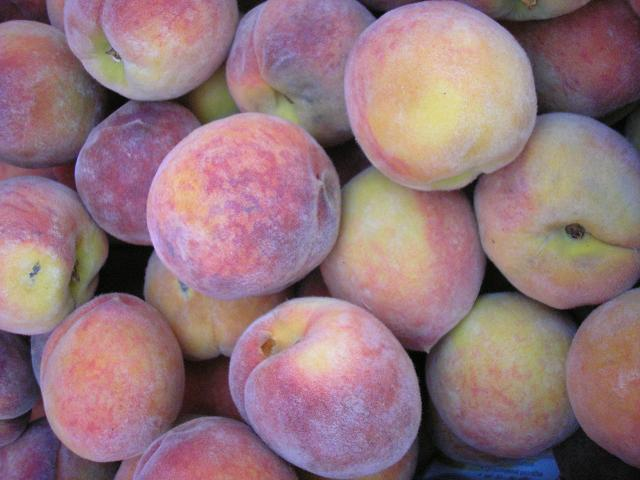
Broskyňaブロスキニャ（桃）
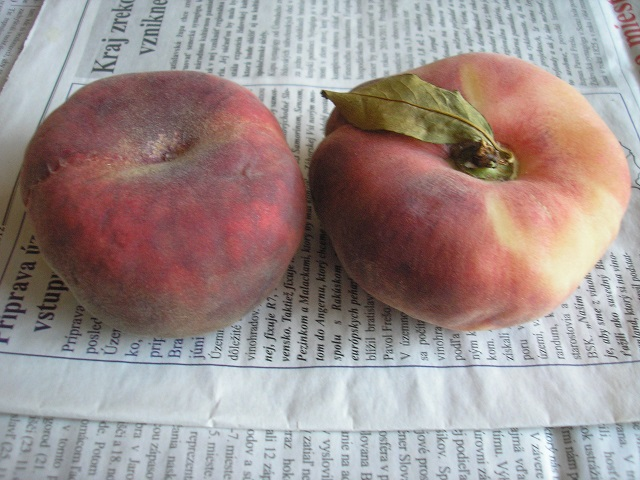
Broskyňa ブロスキニャ（桃）
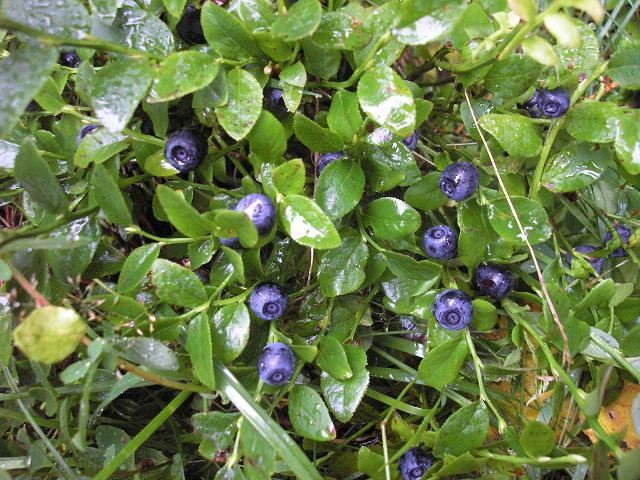
Čučoriedkaチュチョリエトカ（ブルーベリー）
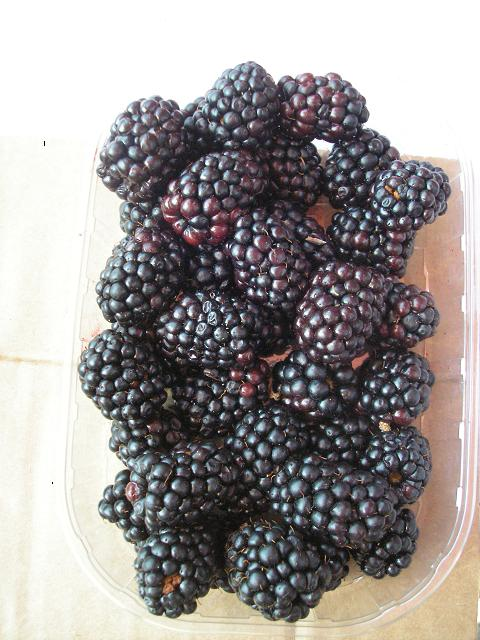
Černice チェルニツェ(ブラックベリー）
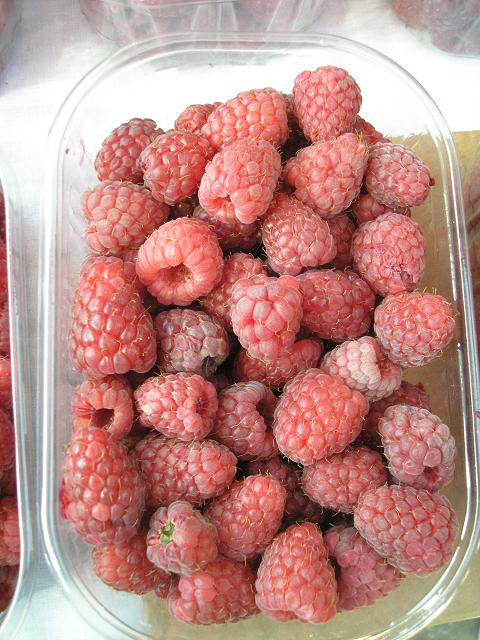
Malina マリナ（ラズベリー）

## 漬物
スロヴァキアの漬物には酢漬けのピクルスと乳酸醗酵した野菜がある。
- クヴァセネー・ウホルキー（Kvasené uhorky）

乳酸醗酵したキュウリ。ピクルスとは異なる風味で、日本の糠漬けに近い味がする。
- クヴァセナー・カプスタ（Kvasená kapusta）

乳酸醗酵したキャベツ。日本では、酢キャベツやザワークラウト（ドイツ語）として知られる。
酢漬けのピクルスには、きゅうり、カブ、ねぎ（下の白い部分のみ）、チリ、きのこ、キャベツ、ベビー・コーンなどがある。

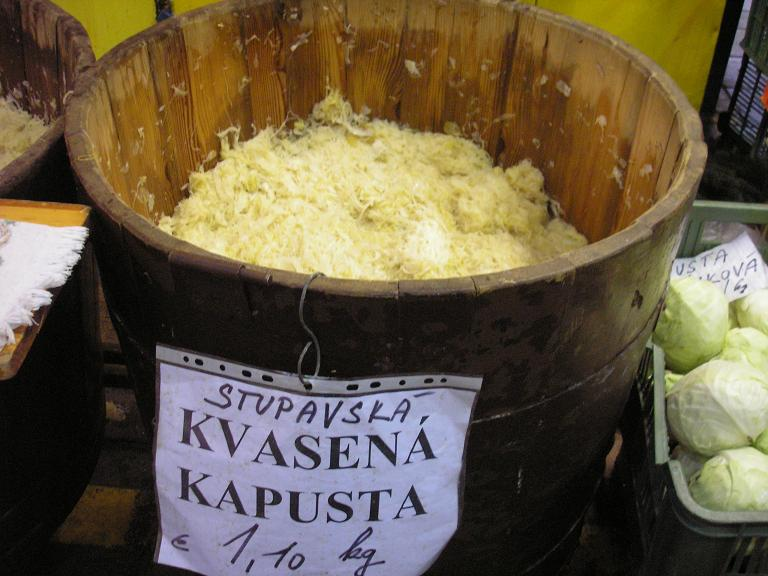
Kvasená kapusta クヴァセナー・カプスタ（キャベツを醗酵させた漬物）
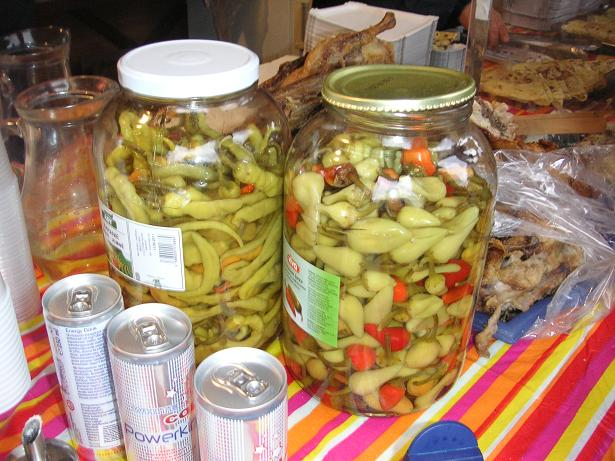
Feferony フェフェロニ(チリのピクルス)
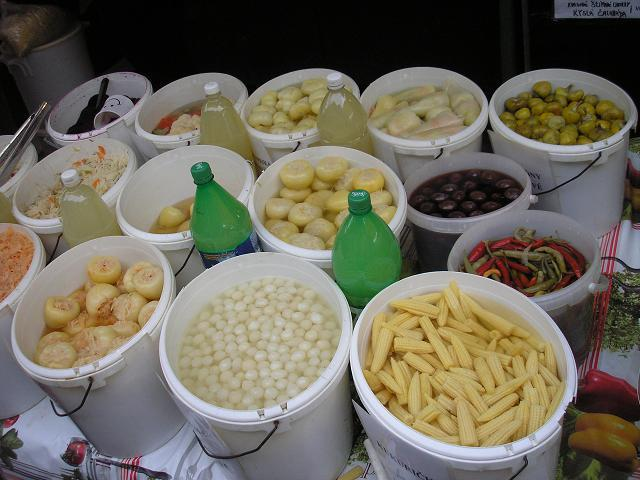
色々ある漬物の種類
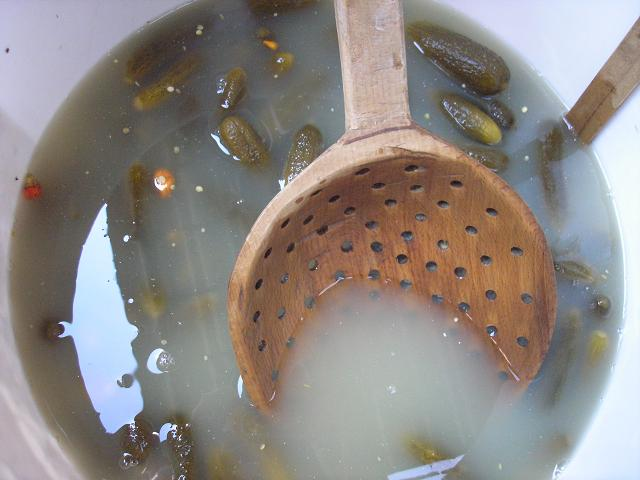
Kvasená uhorka クヴァセナー・ウホルカ（キュウリを醗酵させた漬物）

## チーズ
- ブリンザ（bryndza）：羊乳チーズ 柔らかいフレッシュチーズで独特の香りと味をもつ。

- ニヴァ（Niva）：ブルーチーズ

- ニテ（Nite）：羊乳から作られた細長いストリング・チーズ。燻製されたものもある。

- コルバーチク（Korbáčik）：牛乳から作られた細長いストリング・チーズ。三つ編みのように編みこんだり、燻製されたものもある。

- パレニツァ（Parenica）：羊乳から作られたチーズ。薄いチーズがカタツムリのように巻かれている。

- オシュティエポク（Oštiepok）：羊乳（または羊乳に牛乳を混ぜたもの）から作られる木の型で形成されたチーズ（燻製されたものもある）。

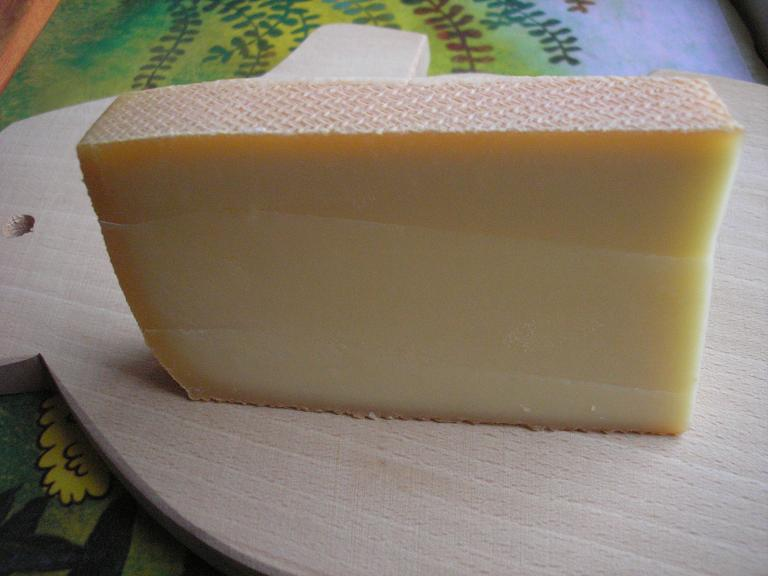
Volovec ヴォロヴェツ
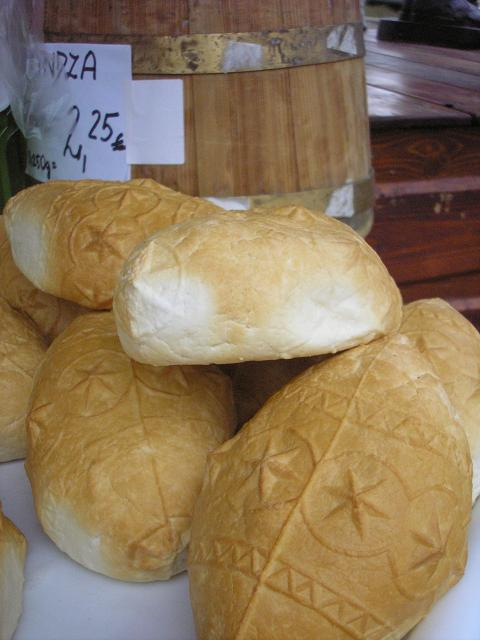
Oštiepok オシュティエポク (燻製羊乳チーズ)

## 乳製品の飲み物
- ズィンチツァ（Žinčica羊乳の乳清。ブリンザを作るときにできる）

ブリンゾベー・ハルシュキ（Bryndzové halušky）と一緒に木のカップで提供されることが多い。
- キスレー・ムリエコ（kyslé mliekoサワーミルク、乳酸発酵させた牛乳）

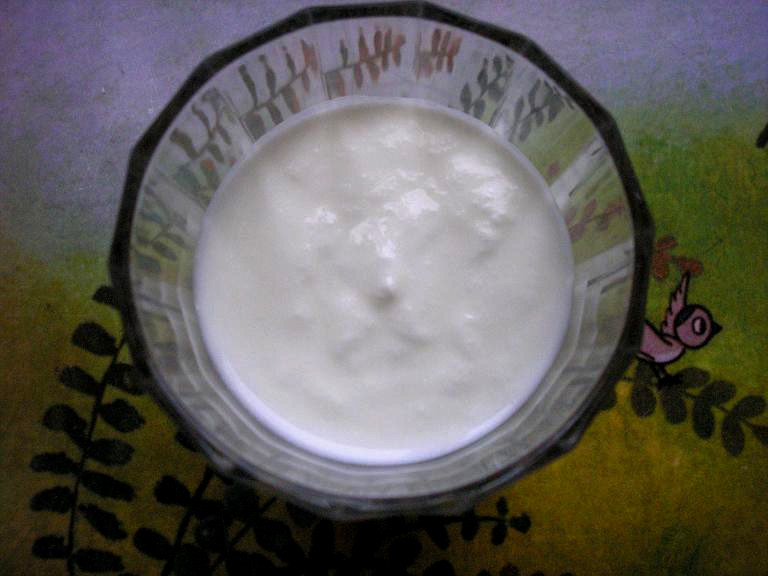
kyslé mliekoキスレー・ムリエコ （乳酸発酵させた牛乳）

## 飲み物
・kofola
　コーラのようなもので炭酸が弱めで一般的なコーラよりも甘さが控えめなところが人気。

## デザート・お菓子
- シシュカ（šiška）

揚げドーナツの中にジャム等の甘いペーストがはいったもの。
- スカリチキー・トルデルニク（Skalický trdelník）

棒状の型にパン種を巻きつけて焼き、粉砂糖・くるみ・シナモン等をまぶしたもの。
- スリウコベー・クヌーデル（Slivkové knedle）

プラム入りダンプリング。ゆでたじゃがいも、小麦粉、卵を混ぜ合わせた種でプラムを包みゆでたものに、芥子の実、粉砂糖などをかけて食べる暖かいデザート。
- パガーチェ（Pagáče）

塩のきいたスコーンとパイの中間のようなお菓子。
- バーボウカ(Bábovka）

プディングのような型で焼いたシフォンケーキ。
- トヴァロホヴニーク（Tvarohovník - tvarohový závin）

カッテージチーズパイ。
- マコヴニーク（Makovník - makový závin）

芥子の実パイ。
- オレホヴニーク（Orechovník - orechový závin）

くるみパイ。
- シュランツェ（Šúľance）

- ラスコンキ（Laskonky）

メレンゲとココナツで作ったサクサクのお菓子。
- リケロヴィー・シュピツ（Likérový špic）

お酒とクリームをチョコレートでコーティングし閉じ込めたお菓子。
- ヴェテルニーキ（veterníky）

生クリームを挟んだシュー皮にカラメル味などの砂糖でコーティングをしたもの。
- ブラチスラヴスキー・ロジョク（bratislavský rožok）

しっとりしたクッキーのような歯ざわり。中には、くるみまたは芥子の実のフィリング。
- メドヴニチキ（またはメドヴニーク）（Medovníčky）

はちみつとスパイスが入り、しっとりしたクッキー。
- メドヴニコヴァー・トルタ（Medovníková torta）

メドヴニチキの生地をスポンジにして何層にも重ねたケーキ。
- プパーキィ（Pupáky）

ブフティというパンケーキ風のを芥子の実と少しの粉砂糖で和えたものが代表的。
- ジェムロウカ（Žemľovka）

林檎ケーキ。

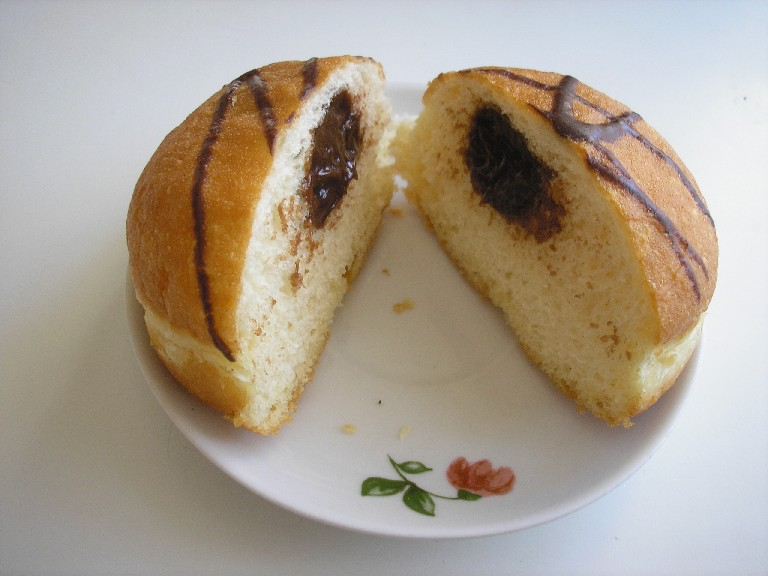
šiška シシュカ
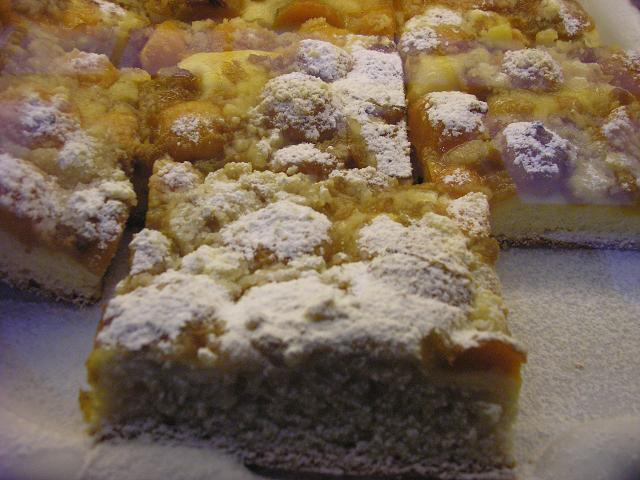
Marhuľový koláč マルフロヴィー・コラーチ
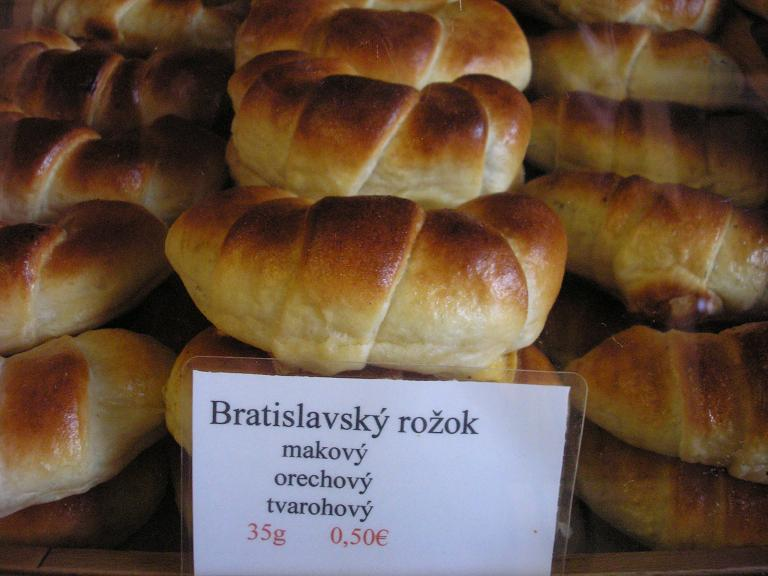
bratislavský rožok ブラチスラヴスキー・ロジョク
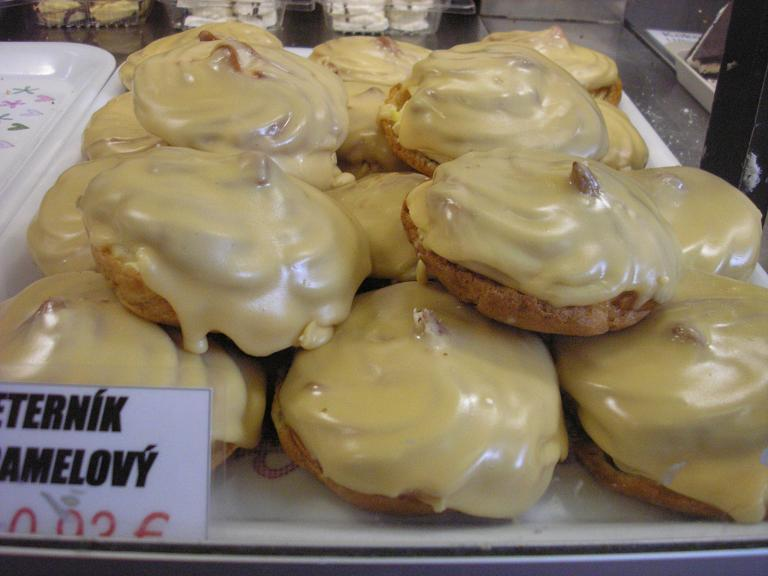
veterníky ヴェテルニーキー
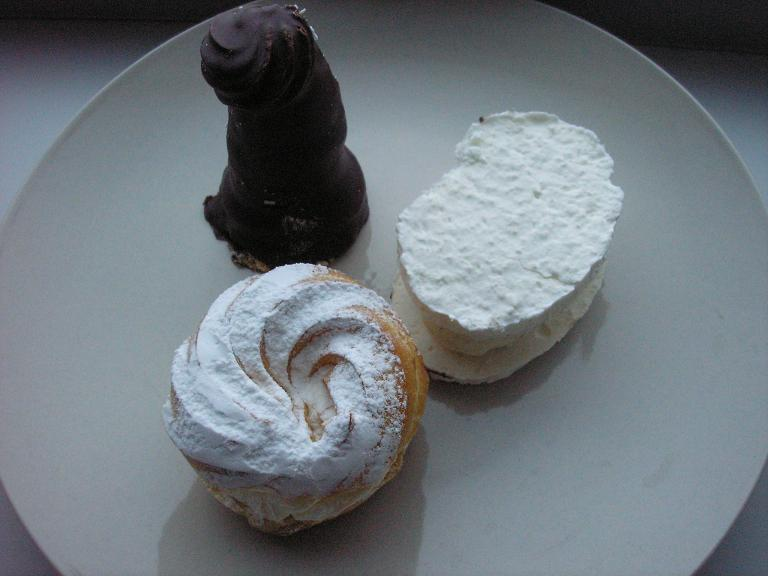
時計回りに上からLikérový špic ,Laskonka,Vanilkový venček
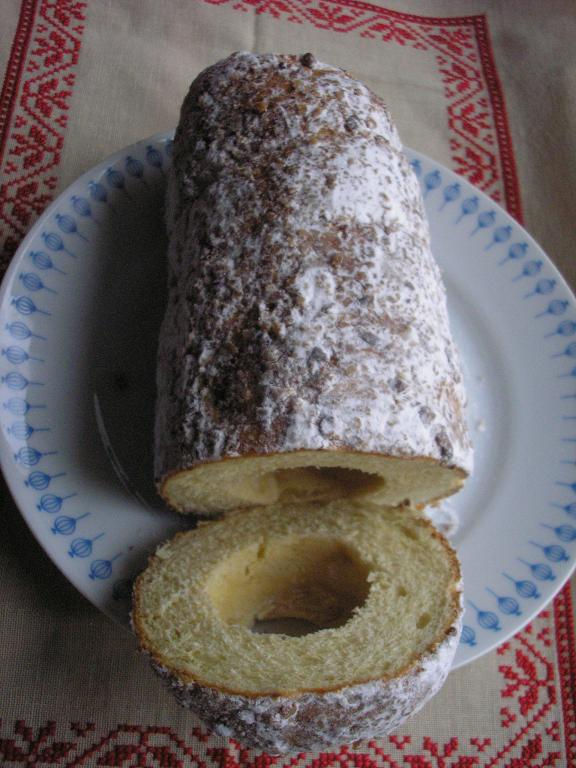
Skalický trdelník スカリチキー・トルデルニク
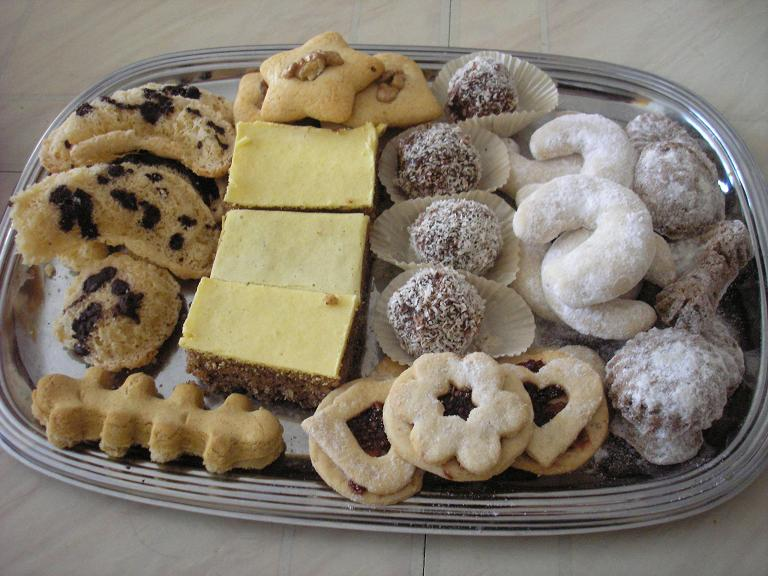
Vianočné keksy クリスマスのクッキー
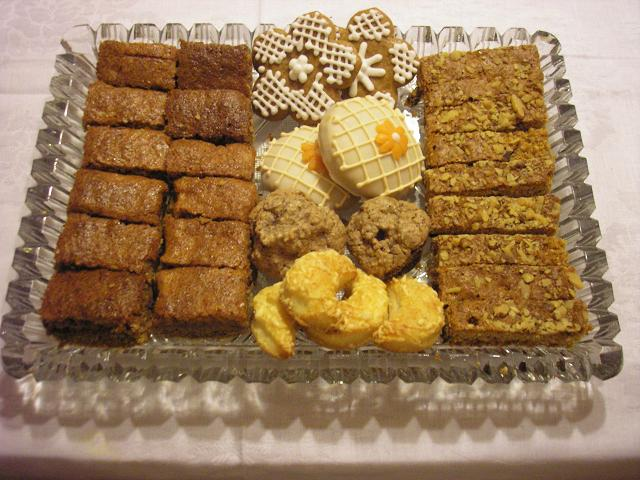
Vianočné keksy クリスマスのクッキー
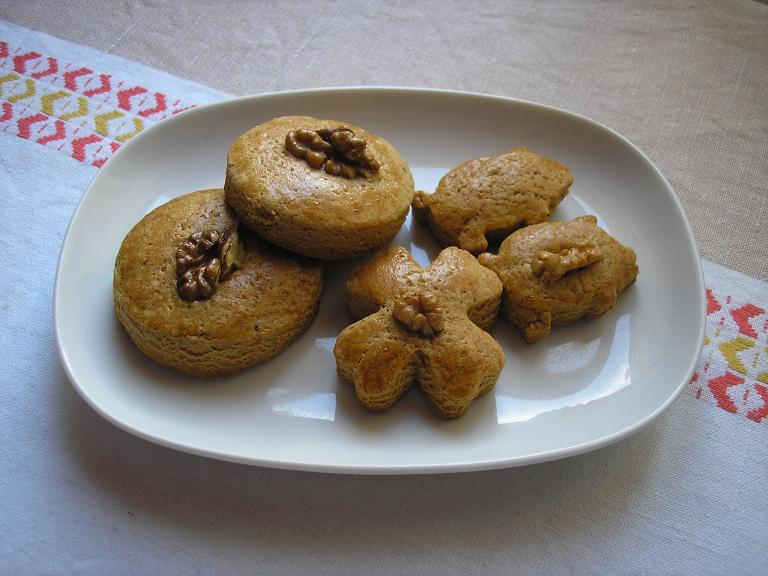
Medovníčky メドウニチキー

## 調理器具

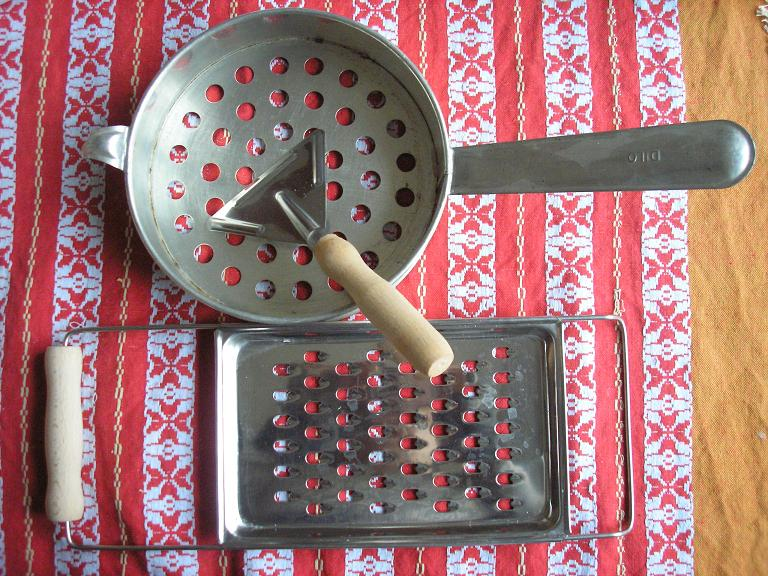
ハルシュキー作りに用いる道具
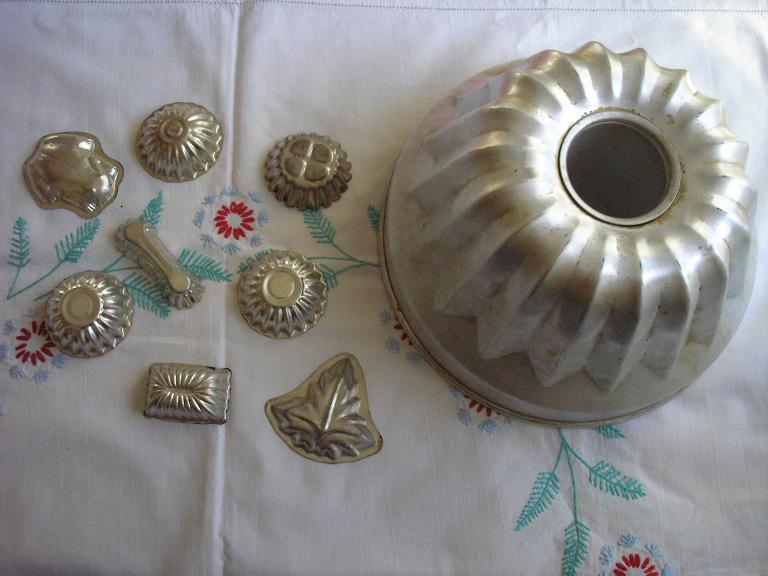
Vianočné keksy クリスマスのクッキー と Bábovka バーボウカの型

## お酒

### 蒸留酒 Palenka(パレンカ）
- ボロヴィチカ（Borovička）：ビャクシン酒

- ハルシュコヴィツァ（Hruškovica）：梨酒

- スリヴォヴィツァ（Slivovica）：プラム酒

- マリノウカ(Malinovica)：ラズベリー酒

- チェレシュニョヴァ（Čerešňovicá）：さくらんぼ酒

- ヴォトカ（Vodka）：ウォッカ

- タトランスキー・チャイ（Tatranský čaj）：アルコール度42－72%

ボトルがお酒に見えず、名前にチャイ（čaj）「お茶」と付くものの、お茶ではないので注意。

### ヴィーノ(Slovenské Vínoワイン）
スロヴァキア・ワインの産地は主に南西部にあり、6つのエリアに分類される。
日本でハンガリーのワインとして知られるトカイ・ワイン(Tokajské víno)の生産エリアはスロヴァキアにもまたがっており、国内でもよく飲まれている。

### ピヴォ（Slovenské pivá）ビール
スロヴァキアでは、ミネラルウォーターやソフト・ドリンクよりもビールのほうが安く購入できる。
地域限定ビールも含むとスロヴァキア国内だけで42の銘柄があり、その他に自家醸造をしているレストランなどがある。
レストラン(reštaurácia)、パブ(piváreň)、居酒屋(Krčma)ごとに贔屓のビール銘柄が異なり、それぞれの店には目玉となるビールの看板が入り口にかかっている。
2010年頃から一部の銘柄がビールをレモネードで割ったラドラー（Radler）を販売するようになった。
- レザネー・ピヴォ（rezané pivo）

明るい色のビールと黒ビールを混ざらないようにひとつのグラスへ注いだビール。

### 特定の時期に飲まれるアルコール
- ヴァレネー・ヴィーノ（Varené Víno）

ホットワイン。ワインに砂糖とスパイスを加え温めたもの。
- プンチュ（Punč）

ワインに果汁、砂糖、果実、ラム酒とスパイスを加え温めたもの。
- ブルチャク(Burčiak)

発酵中の葡萄果汁が飲める時期は9月中旬〜10月初旬。ワインの産地であるスロヴァキア南西部で。
- フロズノヴィー・ムシュト(hroznový mušt)

搾取後の葡萄果汁（ノンアルコール）。
- メドヴィナ([:sk] Medovina)

蜂蜜ワイン。冬季以外でも購入できるが、一般には特にクリスマスの時期温めて飲むのがポピュラーである。非常に良い香りとコクが特徴。アルコール度数は12 – 14 %。

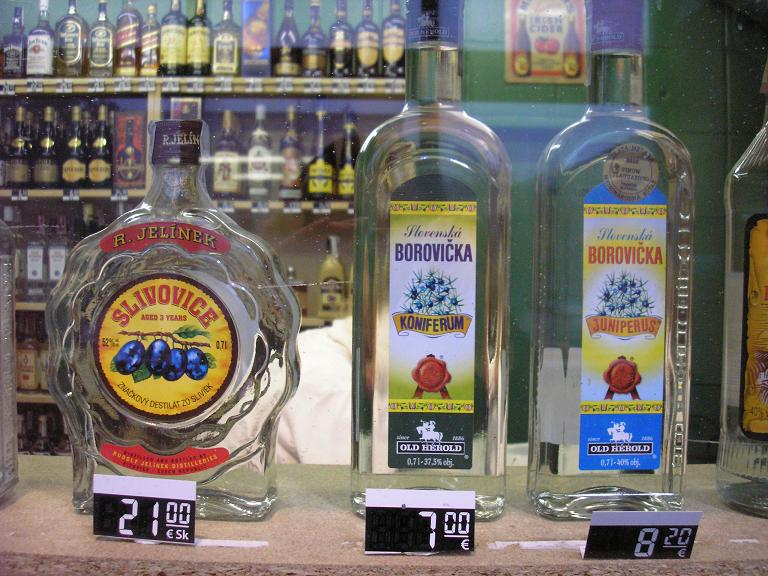
Slivovicaスリヴォヴィツァ と Borovičkaボロヴィチカ
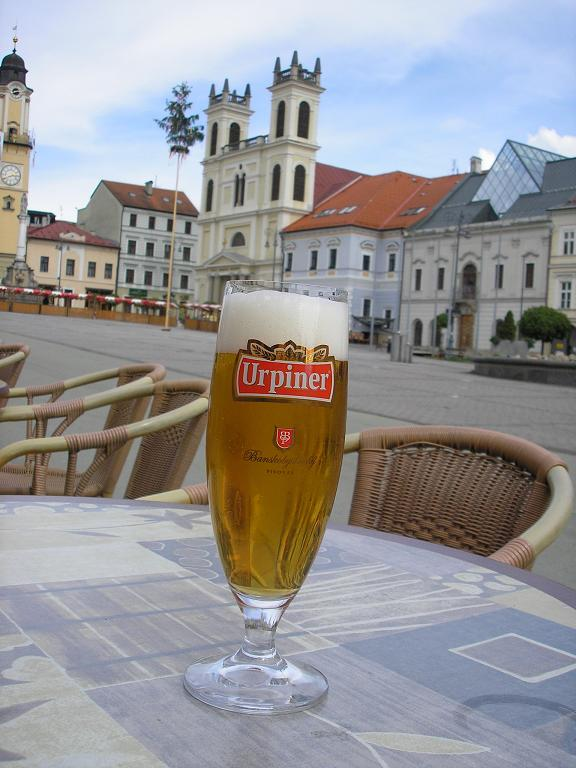
Pivo ピヴォ
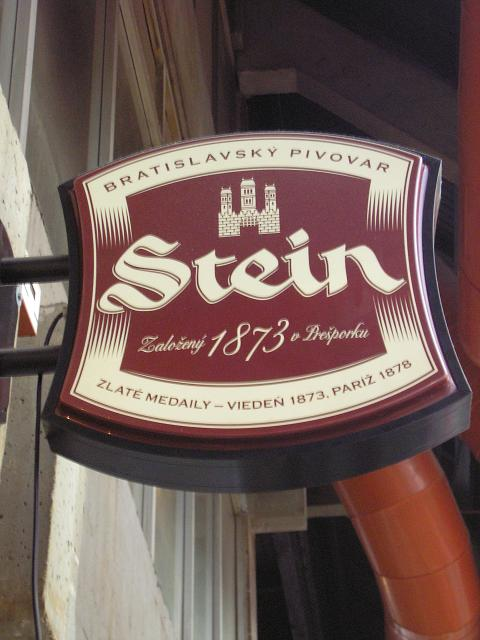
Krčma 飲み屋：ビール銘柄看板
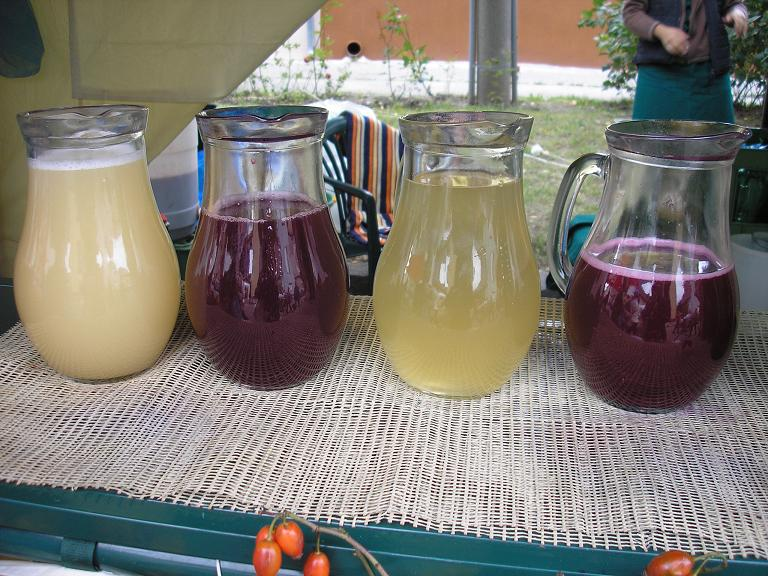
Burčiak ブルチャク

## ギャラリー

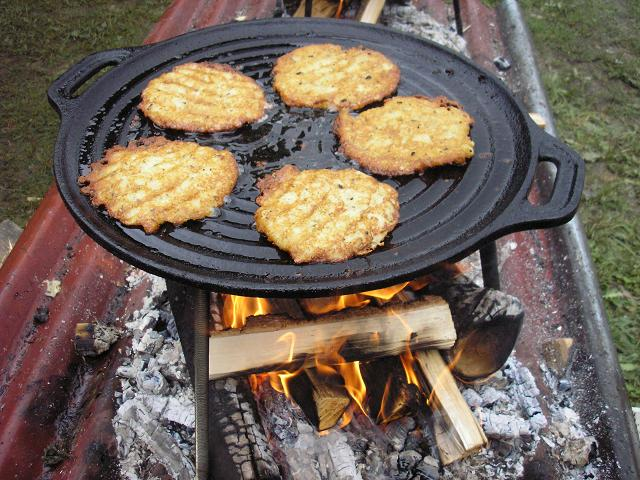
Zemiakové placky ゼミアコベー・プラツキー
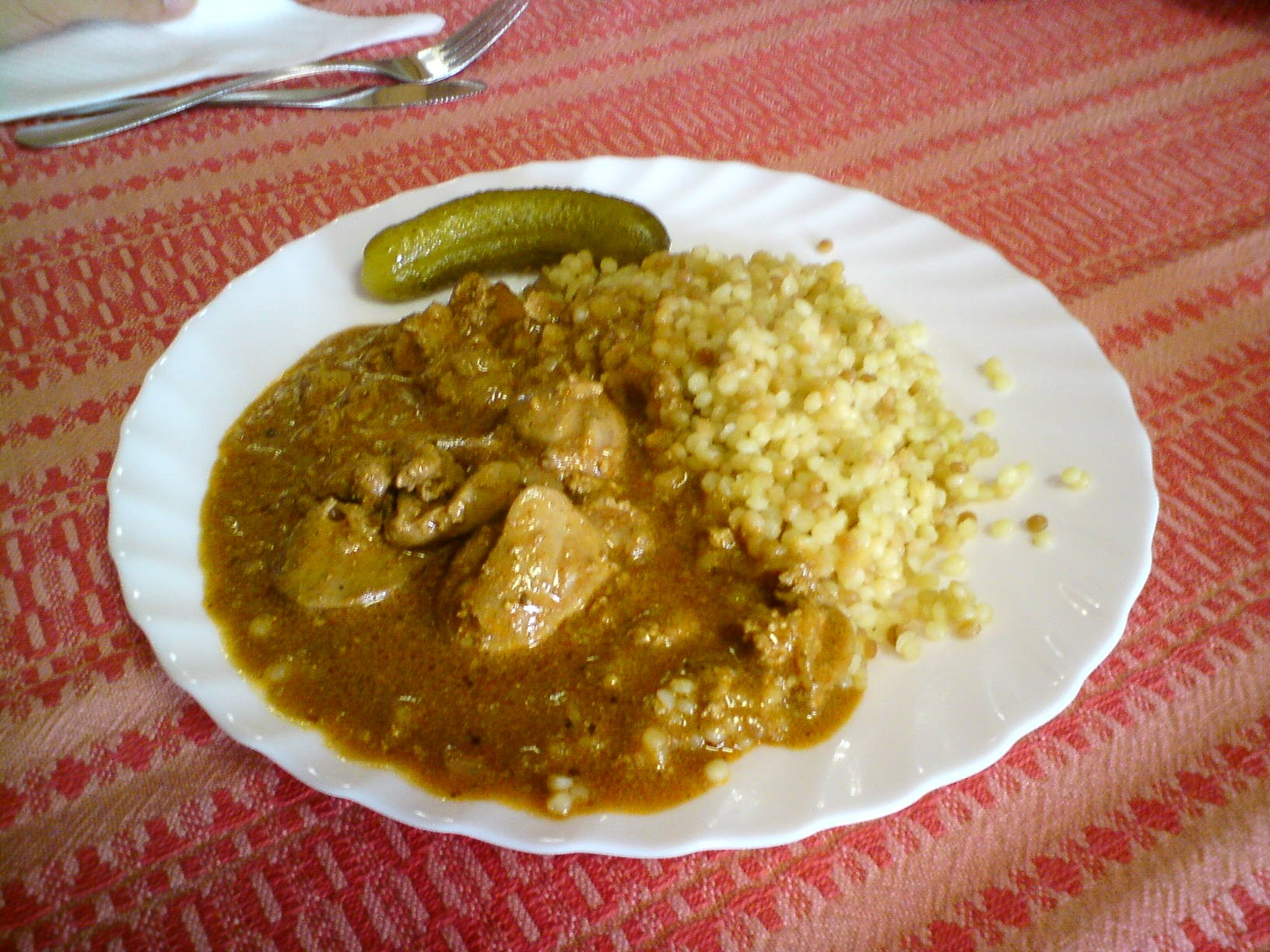
Tarhoňa タルホニャ
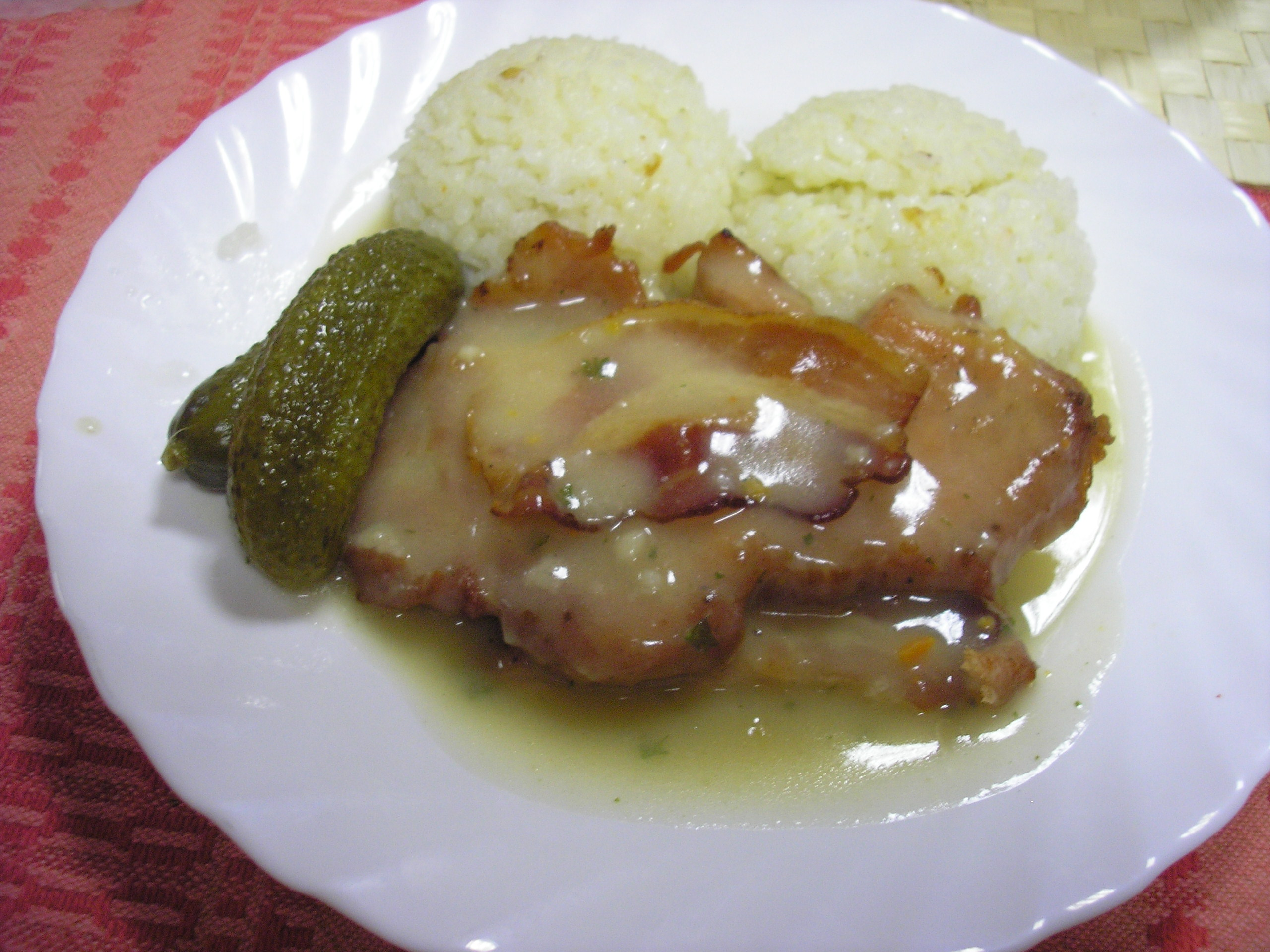
bravčové rebierko ブラウチョベー・レビエルコ
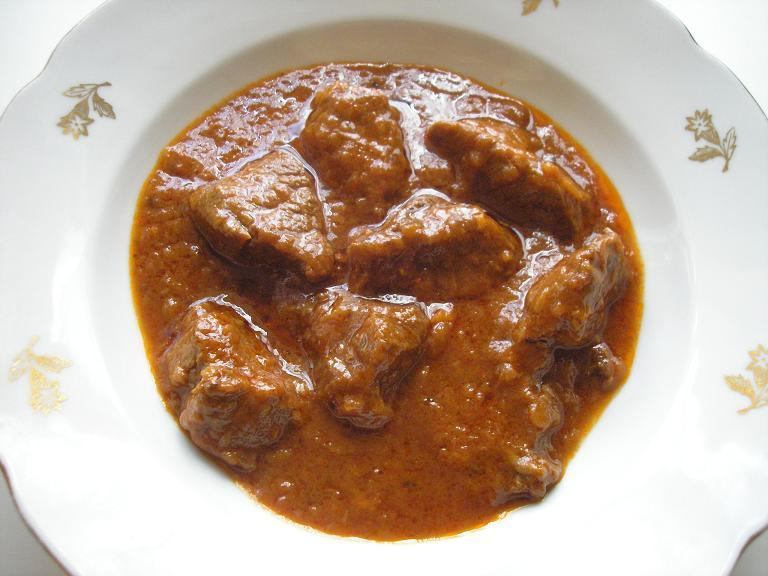
Hovězí guláš　ホヴェジィー・グラーシュ（牛肉のグラーシュ）
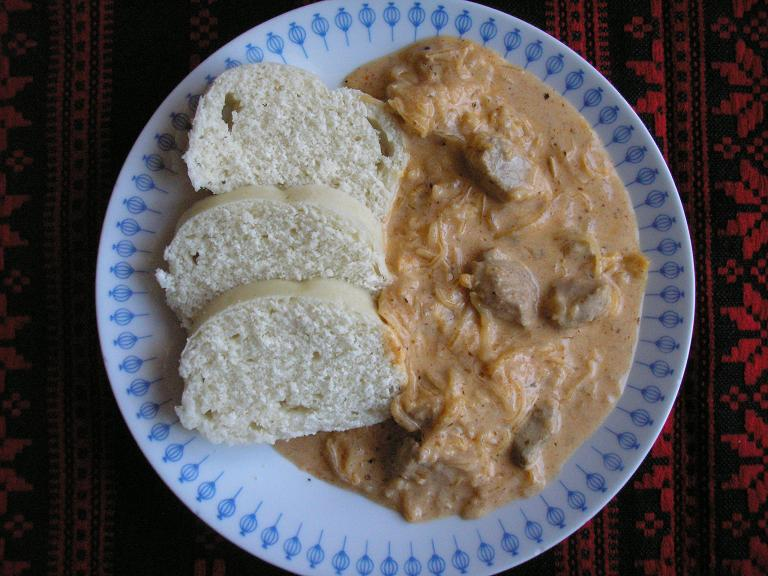
セゲディンスキー・グラーシュ(Segedínsky guláš)（豚肉・酢キャベツ・サワークリーム）にクヌーデル(knedle)（蒸しパン）を添えて
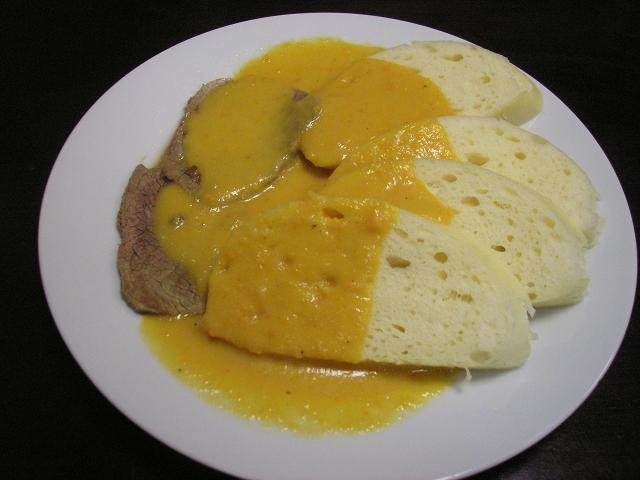
Sviečková na smotane スヴィエチコヴァー・ナ・スモタネ（蒸し煮した牛肉にニンジンと生クリームをベースにしたソースをかけ、蒸しパンを添えたもの）
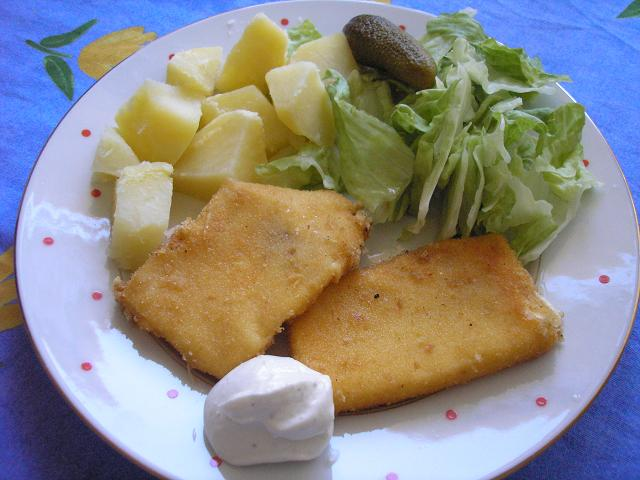
Vyprážaný syr ヴィプラジャニー・シィル（チーズに衣をつけてあげたもの）
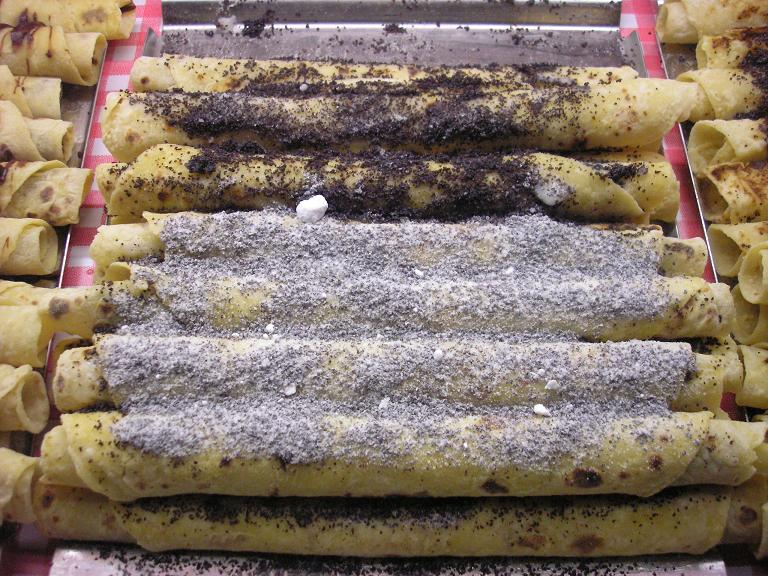
Lokše ロクシェ
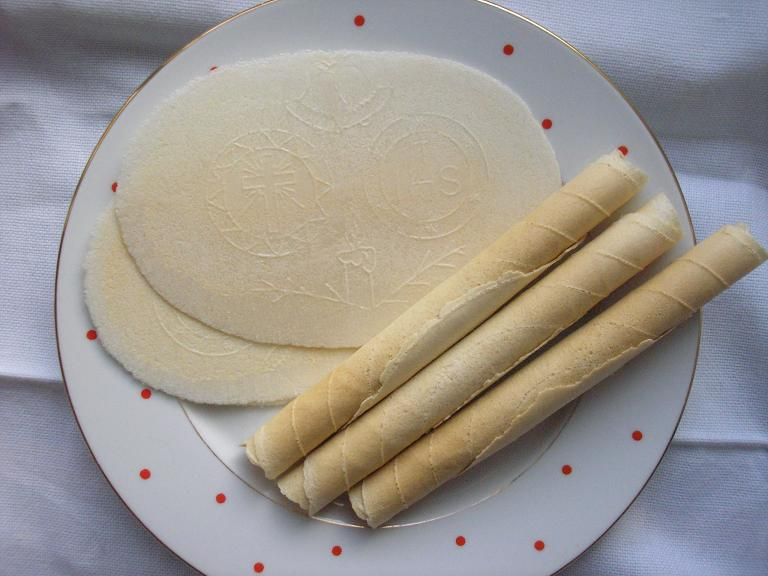
Vianočné oblátky　ヴィアノチュネー・オブラトキ（蜂蜜をかけて食べるクリスマスのお菓子）
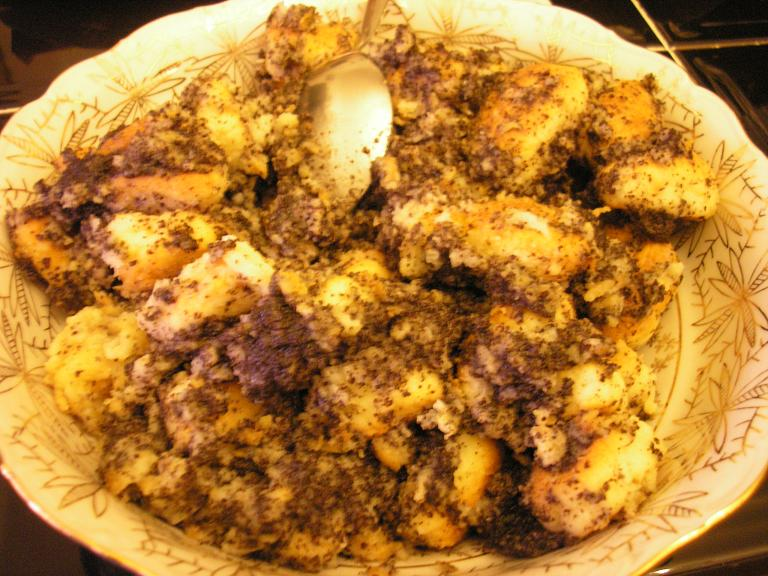
Pupáky プパーキィ(パン生地のような焼き菓子を芥子の実と砂糖等で和えたもの)
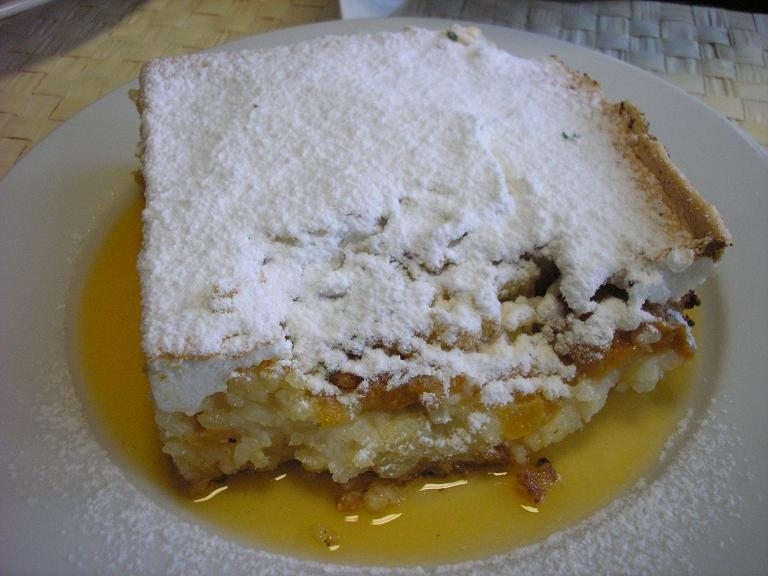
Ryžový nákyp リジョヴィー・ナーキプ（米を砂糖とミルクで煮、果物を加えオーブンで焼いたもの）